# Charbon
Pour les articles homonymes, voir Charbon (homonymie).

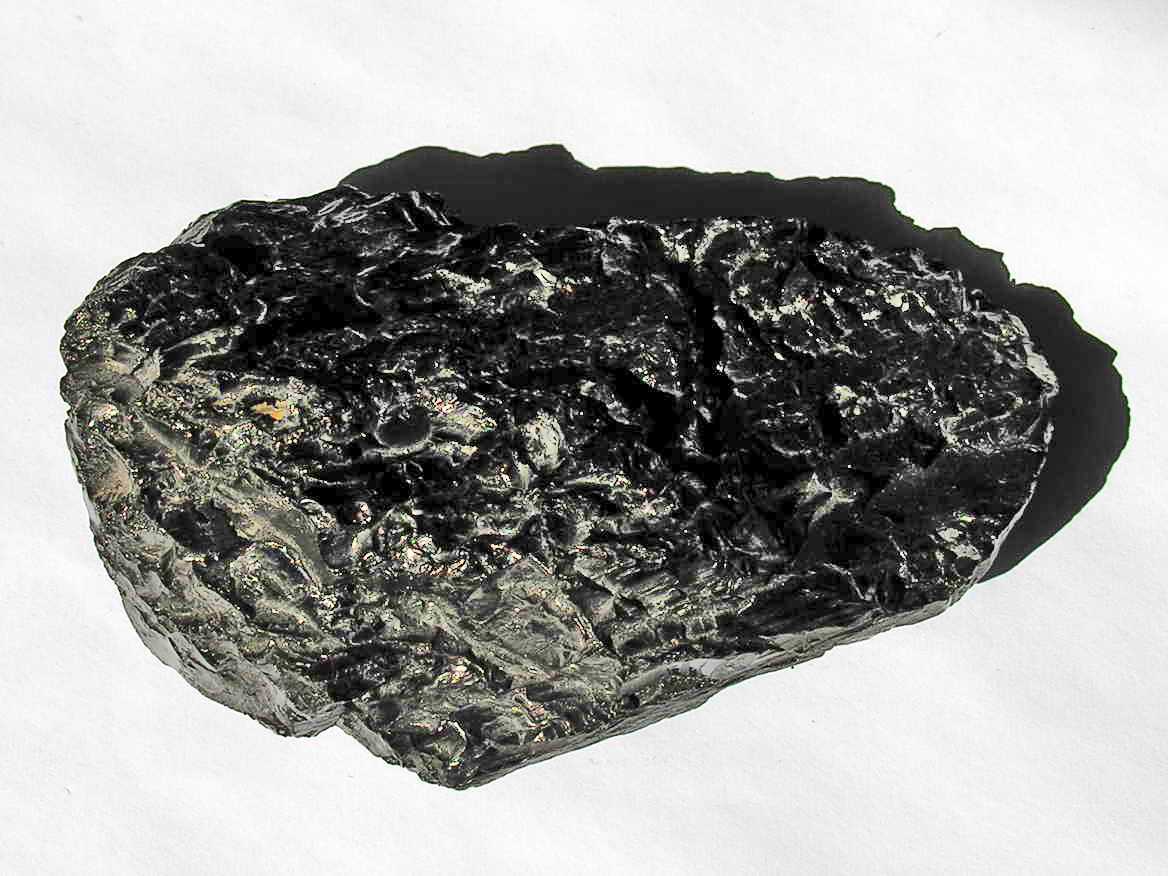
L'anthracite, forme du charbon au plus haut rang d'houillification.

Le charbon est une roche sédimentaire combustible, riche en carbone, de couleur noire ou marron foncé, formée à partir de la dégradation partielle de la matière organique des végétaux. Il est exploité dans des mines, appelées charbonnages. Souvent appelé houille, il était autrefois appelé charbon de terre en opposition au charbon de bois.
Couvrant 27,6 % des besoins énergétiques mondiaux en 2022 (contre 25,5 % en 1990), le charbon est la seconde ressource énergétique de l'humanité, derrière le pétrole (30,2 %) et devant le gaz naturel (23,1 %), et la première source d'électricité avec 35,7 % de la production d'électricité en 2022 contre 37,3 % en 1990.
La consommation mondiale est concentrée en 2024 à 74,6 % dans trois pays : Chine 55,9 %, Inde 13,9 % et États-Unis 4,8 %. Elle atteint en moyenne une tonne de charbon/an/habitant. L'AIE prévoit que la consommation mondiale devrait être stable entre 2022 et 2025, la baisse de la consommation en Europe et Amérique du Nord étant compensée par son augmentation en Inde et en Asie du Sud-Est.
Au cours de plusieurs millions d'années, l'accumulation et la sédimentation de débris végétaux dans un environnement de type tourbière provoque une modification graduelle des conditions de température, de pression et d'oxydo-réduction dans la couche de charbon qui conduit, par carbonisation, à la formation de composés de plus en plus riches en carbone : la tourbe (moins de 50 %), le lignite (50 à 60 %), la houille (60 à 90 %) et l'anthracite (93 à 97 %). La formation des plus importants gisements de charbon commence au Carbonifère, de −360 à −295 Ma.
Les réserves mondiales de charbon sont estimées à 23 024 EJ (exajoules) fin 2022, dont 25,0 % aux États-Unis, 16,3 % en Chine, 13,5 % en Inde, 12,2 % en Russie et 11,8 % en Australie, soit 132 ans de production au rythme de 2022 ; cette production est concentrée en 2024 à 88,3 % dans six pays : la Chine (51,8 %), l'Inde (9,9 %), l'Indonésie (9,3 %), l'Australie (6,5 %), les États-Unis (5,8 %) et la Russie (5,0 %) ; elle a progressé de 96 % en 34 ans (1990-2024) malgré des baisses en 2015-2016 (-8,3 %) et en 2020, où la crise liée à la pandémie de Covid-19 l'a fait chuter de 5 %.
Son extraction a rendu possible la révolution industrielle aux XVIIIe et XIXe siècles. Sa combustion engendre 43,7 % des émissions de CO2 dues à la combustion en 2022, contre 32,7 % pour le pétrole et 21,3 % pour le gaz naturel. Pour atteindre l'objectif des négociations internationales sur le climat de maintenir la hausse des températures en deçà de 2 °C par rapport à l'ère préindustrielle, il faudrait globalement s'abstenir d'extraire plus de 80 % du charbon disponible dans le sous-sol mondial, d'ici à 2050.

Mine de charbon (lignite) à ciel ouvert à Garzweiler, Allemagne. Panorama haute résolution, 2005.

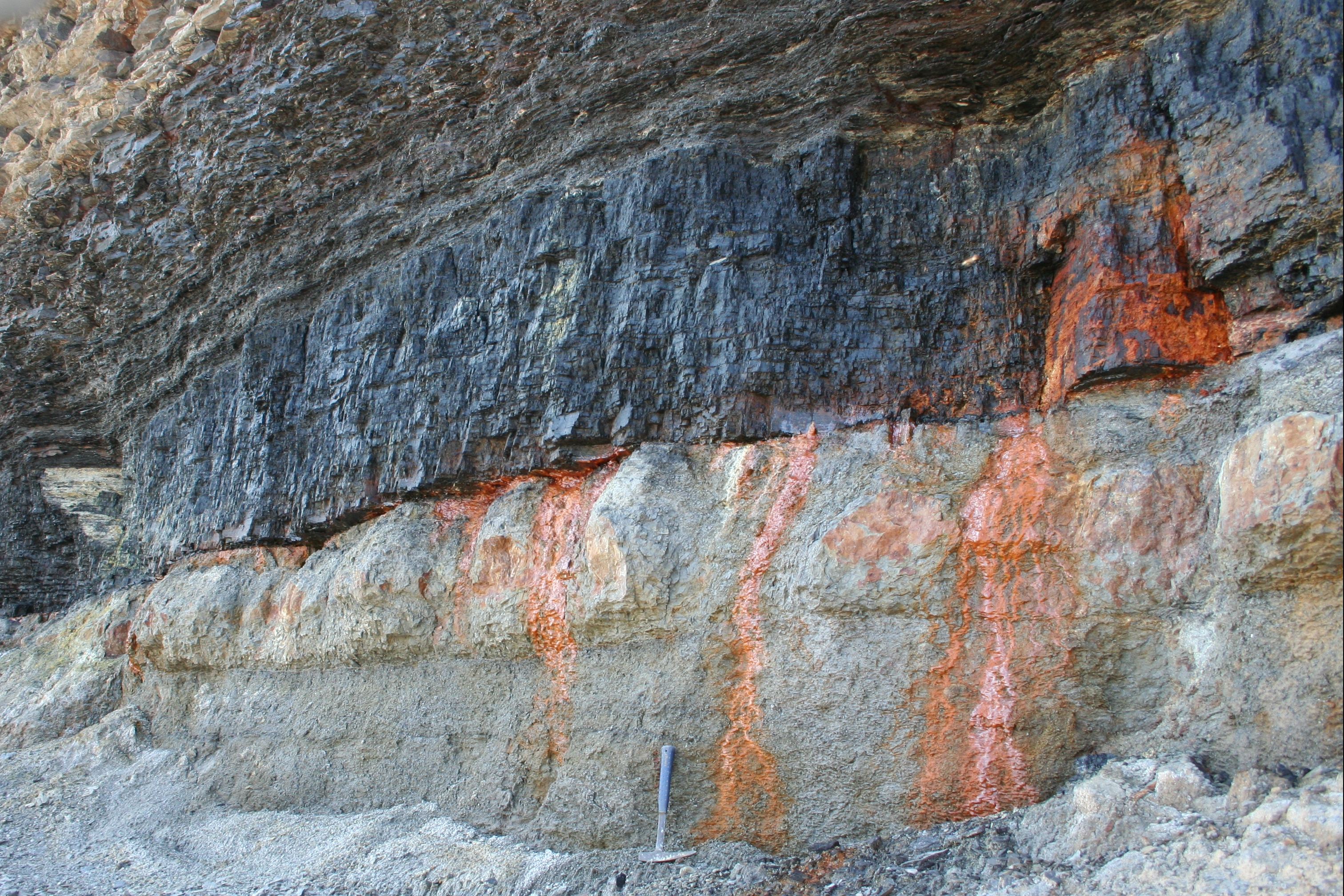
Affleurement naturel d'une veine de charbon bitumineux (sur le littoral de la Nouvelle-Écosse).

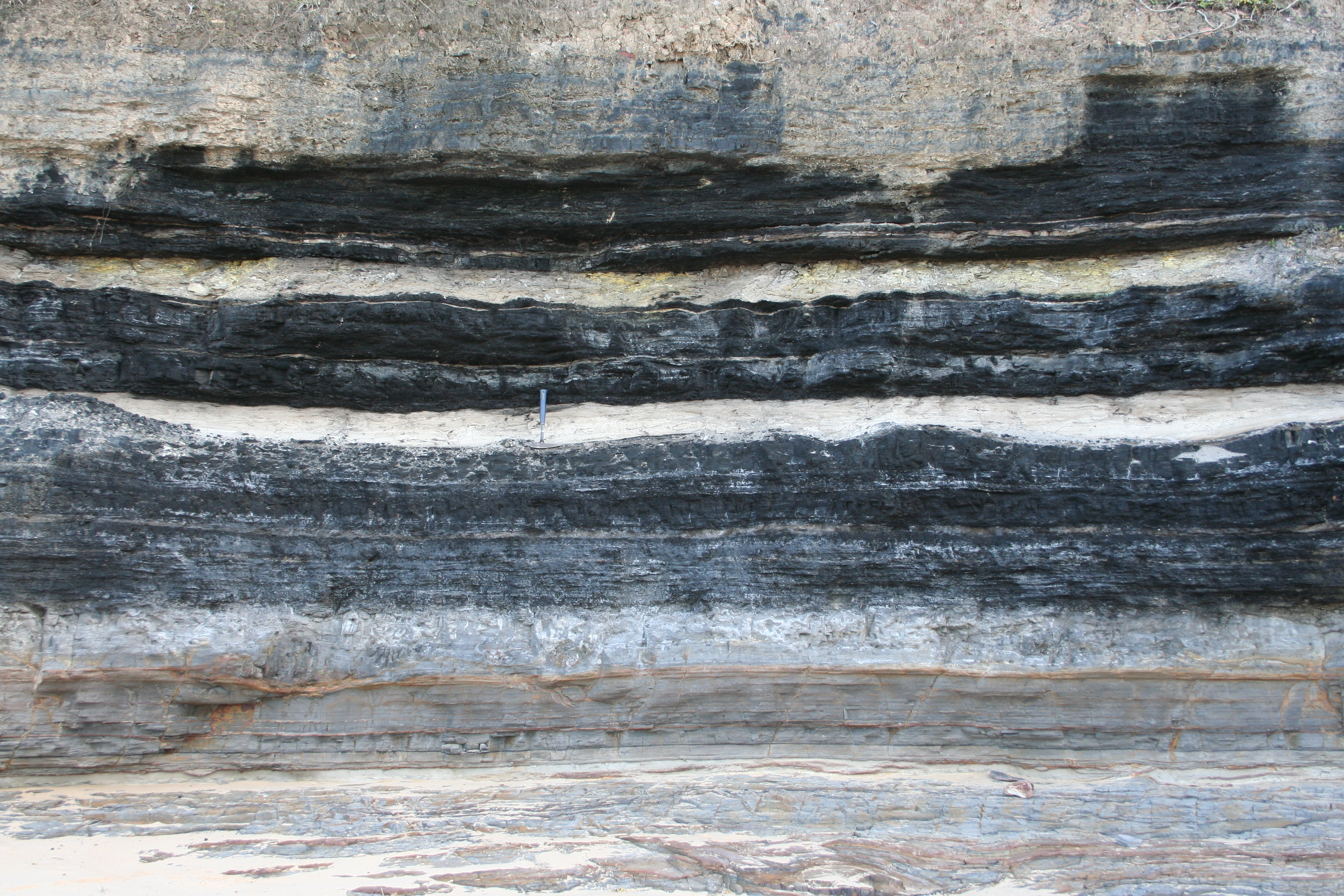
Affleurement naturel de couches successives de charbon (Plage d'Austinmer ; Australie, Nouvelle-Galles du Sud).

Exemple de structure d'un charbon.

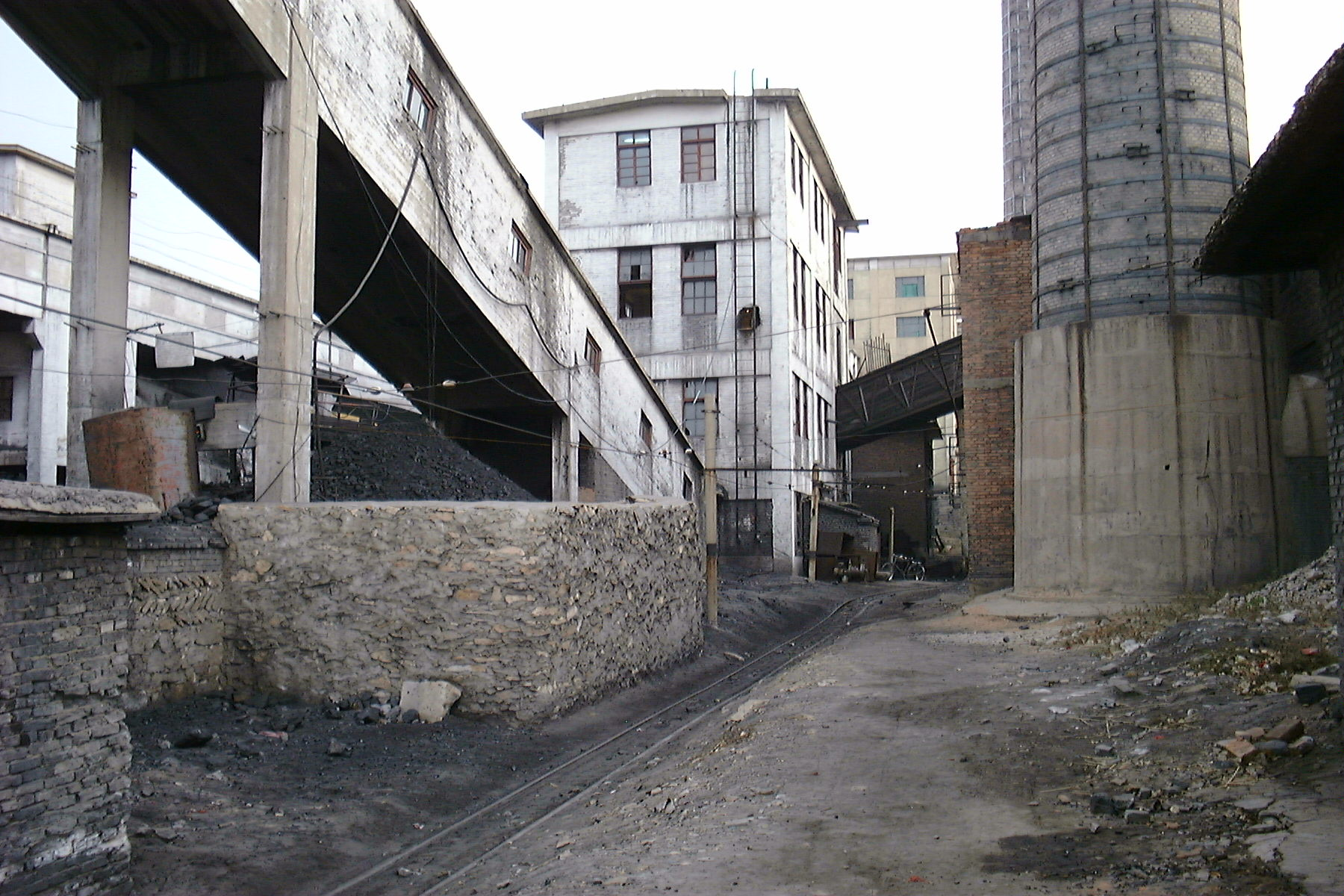
Convoyeurs et bâtiments de la mine de charbon de Jin Hua Gong (Datong, Shanxi, Chine).

## Description

### Propriétés
Le charbon est une roche sédimentaire combustible composée essentiellement de carbone, d'hydrogène et d'oxygène. Ce sont les observations au microscope d'Hutton et de Link, vers 1840, qui ont permis la découverte de la composition du charbon.
Il se forme sur plusieurs millions d'années à partir de l'accumulation de débris végétaux qui vont sédimenter et carboniser progressivement à la suite d'une modification graduelle des conditions de température et de pression.
Ses propriétés physicochimiques dépendent donc essentiellement du « lithotype », qui reflète le degré de carbonisation du charbon (le « rang » du charbon) ; Plus le rang est élevé, plus sa teneur en eau est faible et sa teneur en carbone est forte, plus son pouvoir calorifique est important. Les charbons de rang supérieur sont donc des combustibles de meilleure qualité. Les charbons de rang inférieur sont plus brunâtres, plus ternes et plus friables tandis que les charbons de rang supérieur sont plus noirs, plus durs et plus résistants.

### Formation

Reconstitution d'une forêt tropicale du Carbonifère.

Les principaux gisements datent du Carbonifère, environ de -360 à -295 Ma, plus particulièrement d'une période de climat chaud et humide favorable à la croissance de vastes forêts luxuriantes en bordure de zones marécageuses, appelées forêts équatoriales du Carbonifère. Les gisements de charbon sont issus d'un processus de « carbonification » ou « houillification » qui prend environ 300 à 500 millions d’années pour transformer un végétal (feuilles, branches, arbres, etc.) mort en anthracite (le charbon ayant le plus grand pourcentage de carbone).
Quelques conditions géologiques sont nécessaires : une très grande quantité de débris végétaux doit s'accumuler dans une couche d'eau peu profonde et faible en dioxygène (environnement de type tourbière), ce qui permet à une partie de la matière organique d'échapper à l'action des décomposeurs. Au cours de plusieurs millions d'années, l'accumulation et la sédimentation de ces débris végétaux provoquent une modification graduelle des conditions de température, de pression et d'oxydoréduction dans la couche de charbon qui conduit, par carbonisation, à la formation de composés de plus en plus riches en carbone : la tourbe (50 à 55 %), le lignite (55 à 75 %), la houille (75 à 90 %) et l'anthracite (plus de 90 %). La qualité du charbon, appelée « maturité organique », dépend donc des conditions physico-chimiques, ainsi que de la durée de sa formation.
Selon une étude ayant comparé l'horloge moléculaire et le génome de 31 espèces de basidiomycètes (agaricomycètes : « pourriture blanche », groupe qui contient aussi des champignons ne dégradant pas la lignine (pourriture brune) et des espèces ectomycorhiziennes), l'arrêt de formation du charbon à la fin du Carbonifère semble pouvoir être expliqué par l'apparition de nouvelles espèces de champignons capables de dégrader la totalité de la lignine grâce à des enzymes (les lignine peroxydases).
Friedrich Bergius a tenté vers 1913 de transformer en laboratoire du bois en charbon. Il lui était possible de reproduire le facteur pression, par contre, il lui était impossible de recréer le facteur temps.

### Classification

Principaux types de charbons.

Il existe de nombreuses variétés de charbon, que l'on distingue selon plusieurs critères dont les principaux sont l'humidité, la teneur en matières minérales non combustibles (cendres), le pouvoir calorifique, et l'inflammabilité, liée à la teneur en matières volatiles. La plupart de ces critères sont corrélés avec l'âge du charbon : les charbons les plus récents (lignite) sont assez humides et contiennent relativement beaucoup de matières volatiles inflammables, tandis que les plus vieux (anthracites) se sont naturellement dégazés au cours du temps ; ils sont difficiles à enflammer, mais plutôt secs et constitués de carbone presque pur, ils ont un fort pouvoir calorifique.
Un autre critère important, bien qu'il n'intervienne pas dans les classifications, est la composition des matières minérales. Certains charbons (par exemple, charbons indonésiens) ont des cendres majoritairement composées d'oxydes de calcium ou de sodium, dont le point de fusion est assez bas ; ces cendres emportées dans les fumées de combustion auront tendance à se coller sur les parois des fours ou chaudières et les colmater. D'autres charbons (par exemple, charbons australiens) ont des cendres très abrasives composées essentiellement de silice et d'alumine ; la conception des fours ou chaudières où seront brûlés ces charbons devra donc être adaptée.
Pour classifier les charbons, on doit en faire l'analyse.
Les propriétés des charbons (analyse, pouvoir calorifique…) sont données soit sur brut c'est-à-dire pour le charbon tel qu'il sera brûlé, soit sur sec, c'est-à-dire pour un charbon préalablement séché, soit sur pur, c'est-à-dire pour la partie réellement combustible du charbon, hors cendres et humidité.
L'analyse immédiate est par définition donnée sur brut et l'analyse élémentaire généralement donnée sur pur.

Les principaux types de charbon
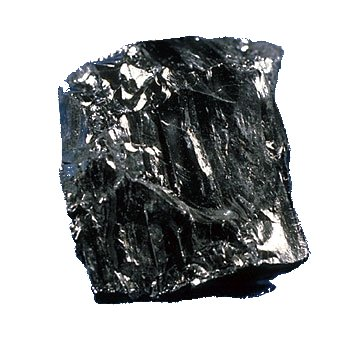
Anthracite.
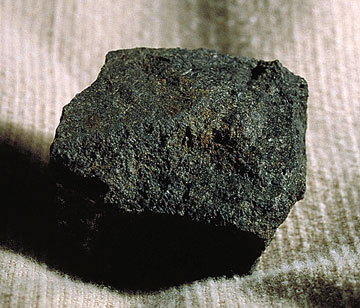
Houille.
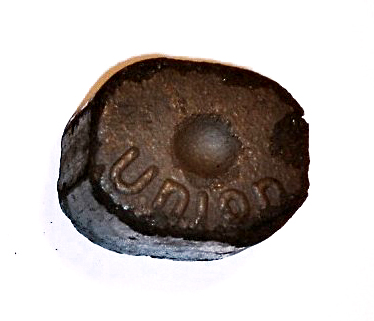
Bloc de lignite à usage domestique.
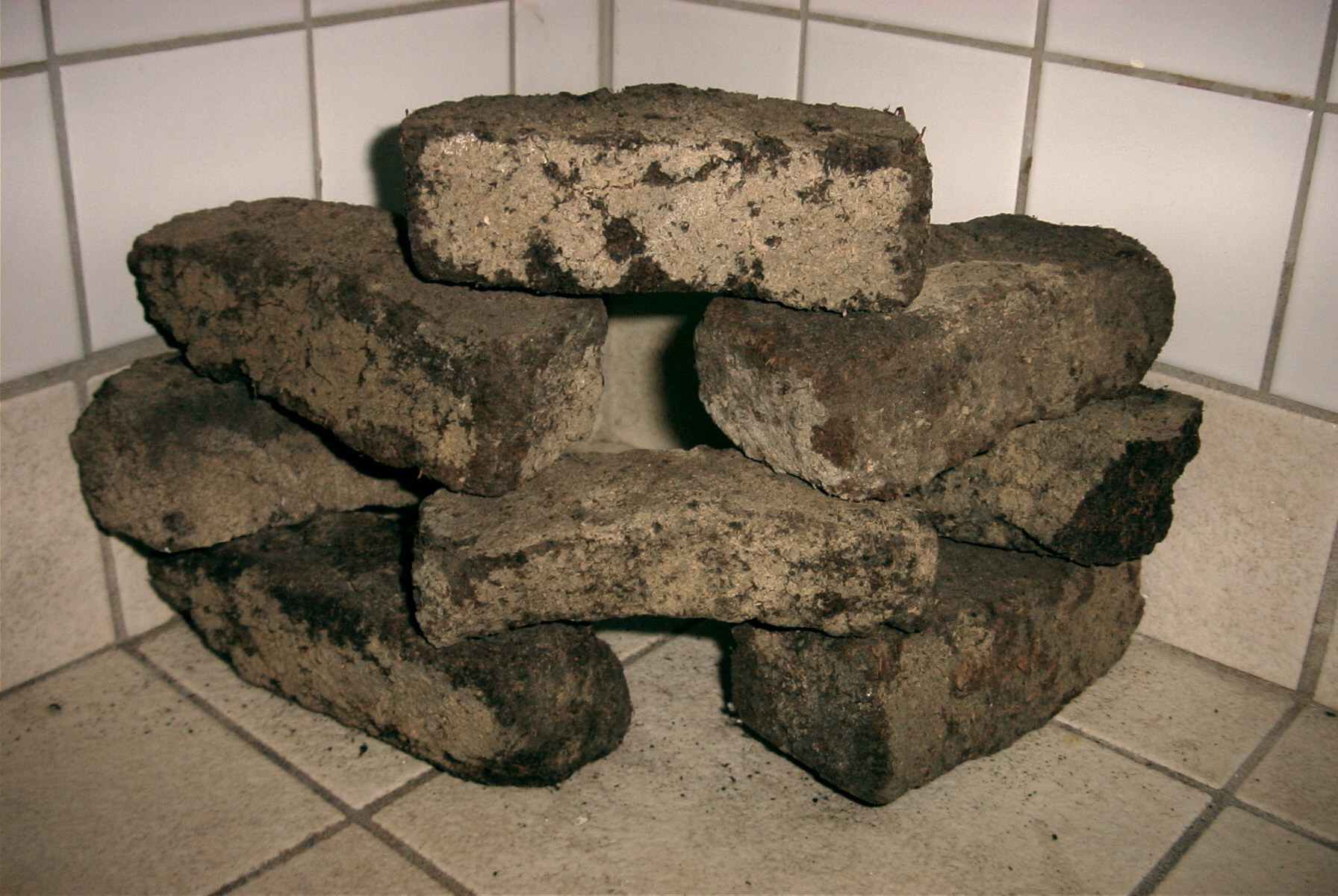
Morceaux de tourbe.

| Produits                                | Teneur en carbone (en %) | Pouvoir calorifique (en kJ/kg) |
| --------------------------------------- | ------------------------ | ------------------------------ |
| Anthracite                              | 93 - 97                  | 33 500 - 34 900                |
| Charbon maigre et houille anthraciteuse | 90 - 93                  | 34 900 - 36 000                |
| Charbon demi-gras ou semi-bitumineux    | 80 - 90                  | 35 000 - 37 000                |
| Charbon gras ou bitumineux à coke       | 75 - 90                  | 32 000 - 37 000                |
| Flambant                                | 70 - 80                  | 32 700 - 34 000                |
| Lignite                                 | 50 - 60                  | < 25 110                       |
| Tourbe                                  | < 50                     | 12 555                         |

#### Analyse immédiate
L'analyse immédiate détermine la composition du charbon selon les quatre composants suivants : l'humidité totale, la teneur en cendres, la teneur en matières volatiles et la teneur en carbone fixe (par différence).

#### Analyse élémentaire
L'analyse élémentaire donne la composition chimique du charbon en carbone (C), azote (N), oxygène (O), hydrogène (H), soufre (S).
La plupart des pays exploitant (ou ayant exploité) des mines de charbon, ont développé leur propre classification. Au niveau international, c'est la classification américaine (ASTM) qui fait référence.

### Classification française
La classification française repose sur la teneur en matières volatiles et sur l'indice de gonflement ; elle comprend :
- les anthracites, dont la teneur en matières volatiles est inférieure ou égale à 8 %
- les maigres et anthraciteux, dont la teneur en MV est de 8 à 14 %
- les quart-gras, (12 % > MV > 16 %)
- les demi-gras (13 % > MV > 22 %)
- les gras à courte flamme (18 % > MV > 27 %)
- les gras (27 % > MV > 40 %)
- les flambants gras (MV > 30 %)
- les flambants secs (MV > 34 %)

### Classification américaine
La classification américaine repose sur la teneur en matières volatiles pour les charbons de plus haute qualité et sur le pouvoir calorifique supérieur (PCS) pour les autres.
| Catégorie      | Sous-catégorie          | Matières volatiles | PCS               |
| -------------- | ----------------------- | ------------------ | ----------------- |
| Anthracite     | Meta-anthracite         | < 2 %              |                   |
|                | Anthracite              | 2 à 8 %            |                   |
|                | Semi-anthracite         | 8 à 14 %           |                   |
| Bitumineux     | Faible teneur volatile  | 14 à 22 %          |                   |
|                | Moyenne teneur volatile | 22 à 31 %          |                   |
|                | Haute teneur volatile A | > 31 %             | > 32,6 MJ/kg      |
|                | Haute teneur volatile B |                    | 30,2 à 32,6 MJ/kg |
|                | Haute teneur volatile C |                    | 26,7 à 30,2 MJ/kg |
| Sub-bitumineux | Sub-bitumineux A        |                    | 24,4 à 26,7 MJ/kg |
|                | Sub-bitumineux B        |                    | 22,1 à 24,4 MJ/kg |
|                | Sub-bitumineux C        |                    | 19,3 à 22,1 MJ/kg |
| Lignite        | Lignite A               |                    | 14,6 à 19,3 MJ/kg |
|                | Lignite B               |                    | < 14,6 MJ/kg      |

Les teneurs en matières volatiles sont données en pourcentage de la masse du charbon « pur » (sans humidité, ni matières minérales) et les pouvoirs calorifiques supérieurs (PCS) sont donnés sur une base hors cendres et avec l'humidité naturelle.

### Classification européenne
Le charbon connaît plusieurs classifications, qui peuvent dépendre de sa composition chimique, de la nature des débris végétaux, ou de son utilisation pratique.
La classification européenne comprend les catégories suivantes : anthracite, bitumineux, sub-bitumineux, meta-lignite, ortho-lignite
Les principales catégories de charbon reposent sur la teneur en carbone, correspondant à l'évolution du charbon au fil du temps :
- tourbe (50 à 55 %) : produit de la fossilisation des débris végétaux par les micro-organismes dans les tourbières, milieux humides et pauvres en oxygène ;
- lignite (55 à 75 %), ou charbon brun : brunâtre, plutôt tendre ;
- charbon sub-bitumineux, ou lignite noir ;
- houille (75 à 90 %) : le charbon proprement dit ;
  - houille grasse, ou charbon bitumineux : le type de charbon le plus courant,
  - houille demi-grasse,
  - houille maigre, ou houille sèche ;
- anthracite (90 à 95 %) : le plus haut rang ;
- graphite : la plus pure variété de charbon, peu utilisé comme combustible.

#### Statistiques européennes
Les statistiques européennes sont très dynamiques, « en raison du rythme intense d’évolution des politiques de l’Union européenne, du progrès technologique et de l’importance de fonder les objectifs de l’Union européenne sur des données relatives à l’énergie. En conséquence, des mises à jour régulières sont nécessaires afin d’ajuster son champ statistique au nombre croissant des besoins dans ce domaine et à leur évolution constante ».
Le règlement (CE) 1099/2008 du Parlement européen et du Conseil du 22 octobre 2008 concernant les statistiques de l'énergie définit la classification suivante.
| Catégorie                   | Matières volatiles | Teneur carbone | Pouvoir calorifique supérieur   |
| --------------------------- | ------------------ | -------------- | ------------------------------- |
| Anthracite                  | < 10 %             | > 90%          | > 23,865 MJ/kg                  |
| Charbon à coke (bitumineux) |                    |                | > 23,865 MJ/kg                  |
| Autres charbons bitumineux  | > 10%              | < 90%          |                                 |
| Charbons sous-bitumineux    | > 31%              |                | > 17,435 MJ/kg & < 23,865 MJ/kg |
| Lignite                     | > 31%              |                | < 17,435 MJ/kg                  |

Les teneurs en matières volatiles sont données pour un produit sec sans matières minérales. Les pouvoirs calorifiques supérieurs sont donnés exempt de cendre mais humide.
Le règlement 147/2013 modifiant le règlement 1099/2008 concernant les statistiques de l'énergie définit la classification suivante.
| Catégorie                                   | Matières volatiles | Teneur carbone | Pouvoir calorifique supérieur |
| ------------------------------------------- | ------------------ | -------------- | ----------------------------- |
| Anthracite                                  | < 10 %             | environ 90%    | > 24 MJ/kg                    |
| Charbon à coke (bitumineux)                 |                    |                | > 24 MJ/kg                    |
| Autres charbons bitumineux (charbon vapeur) | > 10%              | < 90%          | > 24 MJ/kg                    |
| Charbons sous-bitumineux                    | > 31%              |                | > 20 MJ/kg & < 24 MJ/kg       |
| Lignite                                     | > 31%              |                | < 20 MJ/kg                    |

Les teneurs en matières volatiles sont données pour un produit sec sans matières minérales. Les pouvoirs calorifiques supérieurs sont donnés exempt de cendre mais humide.

## Histoire
Marco Polo signale, à son retour de Chine, que les Chinois chauffent leurs maisons et cuisent leurs aliments en faisant brûler d’étranges pierres noires.
Au XVIIIe siècle se généralise son utilisation, notamment à cause de la révolution industrielle. Les motivations viennent des effets de déboisement massif provoqué par le développement des industries, très consommatrices de bois. La fourniture de combustible devient une préoccupation et la cherté du bois se fait ressentir dans les villes. Seul le charbon fournit assez de chaleur pour faire marcher les machines à vapeur. Commence alors l'exploitation industrielle des mines de charbon un peu partout en Europe, puis dans le monde.
Dans les zones charbonnières, les enfants travaillent à la mine dès 13 ans. Le métier est dangereux, les coups de grisou fréquents, l'extraction se fait à la pioche et à la pelle puis à la haveuse. Aujourd'hui, les normes de sécurité ont beaucoup évolué.
En 1800, avant la révolution industrielle, la consommation énergétique mondiale est de 305 Mtep (sources d'énergie commerciales seulement), 97 % de cette énergie étant issue de l'exploitation de la biomasse (bois surtout), 3 % par le charbon, ce combustible devenant majoritaire au début du XXe siècle en raison des besoins massifs des machines à vapeur. Depuis la fin de la Première Guerre mondiale, la part du charbon dans le mix énergétique mondial baisse (50 % en 1920, 40 % en 1946, 24 % en 2000) au profit du pétrole et du gaz. Au cours des années 2000, cette part remonte, le charbon repassant au deuxième rang des énergies primaires utilisées derrière le pétrole en raison des réserves estimées à plus de 150 ans, d'une bonne disponibilité et d'une répartition géographique homogène, ce qui en fait une énergie encore très compétitive ; mais de 2014 à 2016, sa consommation recommence à baisser : -4,8 % en deux ans, avant une remontée de 7,2 % entre 2016 et 2024.
À l'occasion de la COP23, 25 pays et régions créent la Powering Past Coal Alliance, s'engageant à fermer leurs centrales au charbon d'ici 2030 ; parmi les signataires se trouvent le Royaume-Uni, la France, l'Italie, le Canada et ses principaux états, le Mexique, mais aucun des grands pays producteurs et consommateurs de charbon : Chine, Inde, États-Unis, Russie, Allemagne, Australie, Indonésie, Pologne. L'élimination accélérée du charbon se confirme dans les pays développés : la France s'engage à fermer ses centrales d'ici à la fin du quinquennat ; l'Italie et la Grande-Bretagne feront de même en 2025. Des électriciens comme l'espagnol Iberdrola programment eux aussi la fin de leurs capacités de production au charbon et le français Engie est en train de vendre ou de fermer celles qu'il détient dans le monde entier. Même aux États-Unis, malgré les mesures favorables au secteur prises par Donald Trump, la consommation de charbon va continuer à baisser : depuis 2016, pour la première fois, le gaz naturel dépasse le charbon dans la production d'électricité américaine, et les prévisions 2017 de l'Agence internationale de l'énergie (AIE) prévoient que la demande de charbon des États-Unis chutera de 480 Mt en 2016 à 426 Mt en 2040 ; mais les pays développés représentent moins de 20 % de la demande mondiale et celle des pays émergents continue à croître, en particulier celle de l'Inde qui devrait doubler d'ici 2040. Au total, la demande mondiale devrait croître de 5 % d'ici 2040.
Le rapport 2018 de l'AIE sur le charbon prévoit que la consommation mondiale de charbon, après deux années de baisse suivies d'une augmentation de 1 % en 2017, et probablement encore en 2018, pourrait rester stable d’ici à 2023 ; la part du charbon dans la consommation mondiale d’énergie pourrait passer de 27 % en 2017 à 25 % en 2023. La baisse de la demande envisagée en Europe et en Amérique du Nord serait plus que compensée par une forte croissance de la consommation en Inde et en Asie du Sud-Est : entre 2017 et 2023, +25,8 % en Inde, et +39 % en Asie du Sud-Est ; la demande de la Chine baisserait de 3 %, mais toute variation de cette dernière aurait un impact majeur sur l'évolution mondiale.
Les négociateurs des États membres de l'Union européenne et du Parlement européen sont parvenus le 19 décembre 2018 à un accord sur la fin des subventions au charbon : les nouvelles centrales électriques émettant plus de 550 grammes de CO2 par kilowattheure d'électricité et démarrant leurs opérations après l'entrée en vigueur de la nouvelle législation ne pourront pas participer aux « mécanismes de capacité » ; pour les centrales déjà en fonctionnement, leur participation ne sera possible que jusqu'au 1er juillet 2025.
En mai 2019, le groupe minier anglo-australien BHP, premier groupe minier mondial, annonce son intention de se retirer progressivement de l'extraction de charbon thermique (utilisé dans les centrales électriques), même s'il reste un producteur majeur de charbon à coke, essentiel à la production d'acier ; quelques mois plus tôt, Glencore avait annoncé qu'il n'accroîtrait plus ses capacités de production de charbon thermique ; Rio Tinto a pris la même direction dès 2014 et n'a plus aucune activité en 2019 dans le charbon thermique ; Wesfarmers, un groupe multi-diversifié qui est le premier employeur d'Australie, a délaissé le charbon thermique en 2018 pour se réorienter notamment vers le lithium.
En 2022, une date d'arrêt a été fixée pour près d'un tiers de la capacité totale d'exploitation du charbon, soit 580 GW ; le nombre de centrales à charbon en exploitation a reculé et des projets prévus ont été annulés, aussi bien dans les pays développés que dans les pays émergents. Les États-Unis en ont fermé 13,5 GW. Du fait de la crise du gaz liée à l'invasion russe en Ukraine, l'Union européenne a réduit la cadence des fermetures (2,2 GW) après une année 2021 record. Des deux côtés de l'Atlantique, aucun nouveau projet de charbon n'est à l'étude, et dans les économies en développement, en dehors de la Chine, les mises en service prévues ont baissé de 23 GW. Mais en Chine, des permis ont été accordés pour environ 100 GW de nouvelles capacités, et 86 GW de nouveaux projets ont été lancés, soit plus de deux fois plus qu'en 2021.

### Extraction

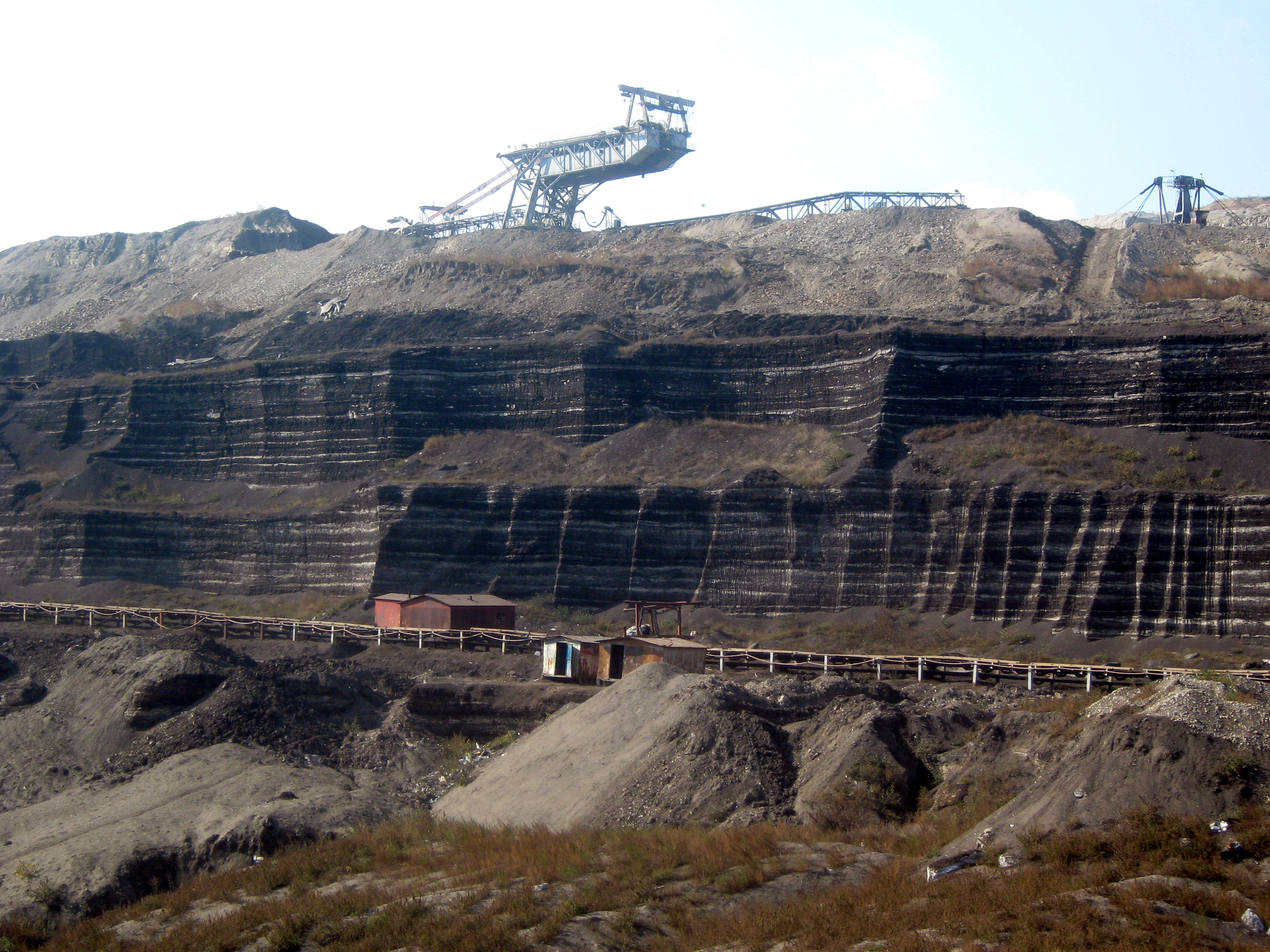
Exploitation à ciel ouvert.

## Exploitation

### Préparation
La préparation du charbon, également appelée lavage du charbon, désigne le traitement du minerai tout venant qui permet de garantir la qualité constante du charbon et de mieux l’adapter à des utilisations finales particulières. Ce traitement dépend des propriétés du charbon et de l’usage auquel il est destiné. Un simple broyage peut suffire mais il se peut aussi qu’un processus plus complexe soit nécessaire pour réduire les impuretés ; on broie alors le minerai brut, puis on trie les fragments par taille ; les grands fragments sont en général triés par flottation : on nettoie le charbon des impuretés en le plongeant dans un bac rempli d’un liquide d’une gravité particulière, normalement composé d’eau et de fines particules de magnétite en suspension. Le charbon étant plus léger, il flotte à la surface et peut être séparé des minerais plus lourds et des autres impuretés qui coulent au fond. Les fragments plus petits sont traités de diverses manières, dans des centrifugeuses par exemple, qui séparent les solides et les liquides contenus dans un récipient en le faisant tourner à très grande vitesse. D’autres méthodes sont basées sur les différentes propriétés de surface du charbon et des résidus. Dans le cas de la «flottation par écumage», on élimine les particules de charbon avec une mousse que l’on produit en soufflant de l’air dans un bain d’eau contenant certains réactifs chimiques. Les bulles attirent le charbon mais pas les résidus et sont enlevées pour récupérer les particules de charbon. Les récents progrès technologiques ont permis d’augmenter la quantité de particules de charbon ultra fines récupérées.

### Transport

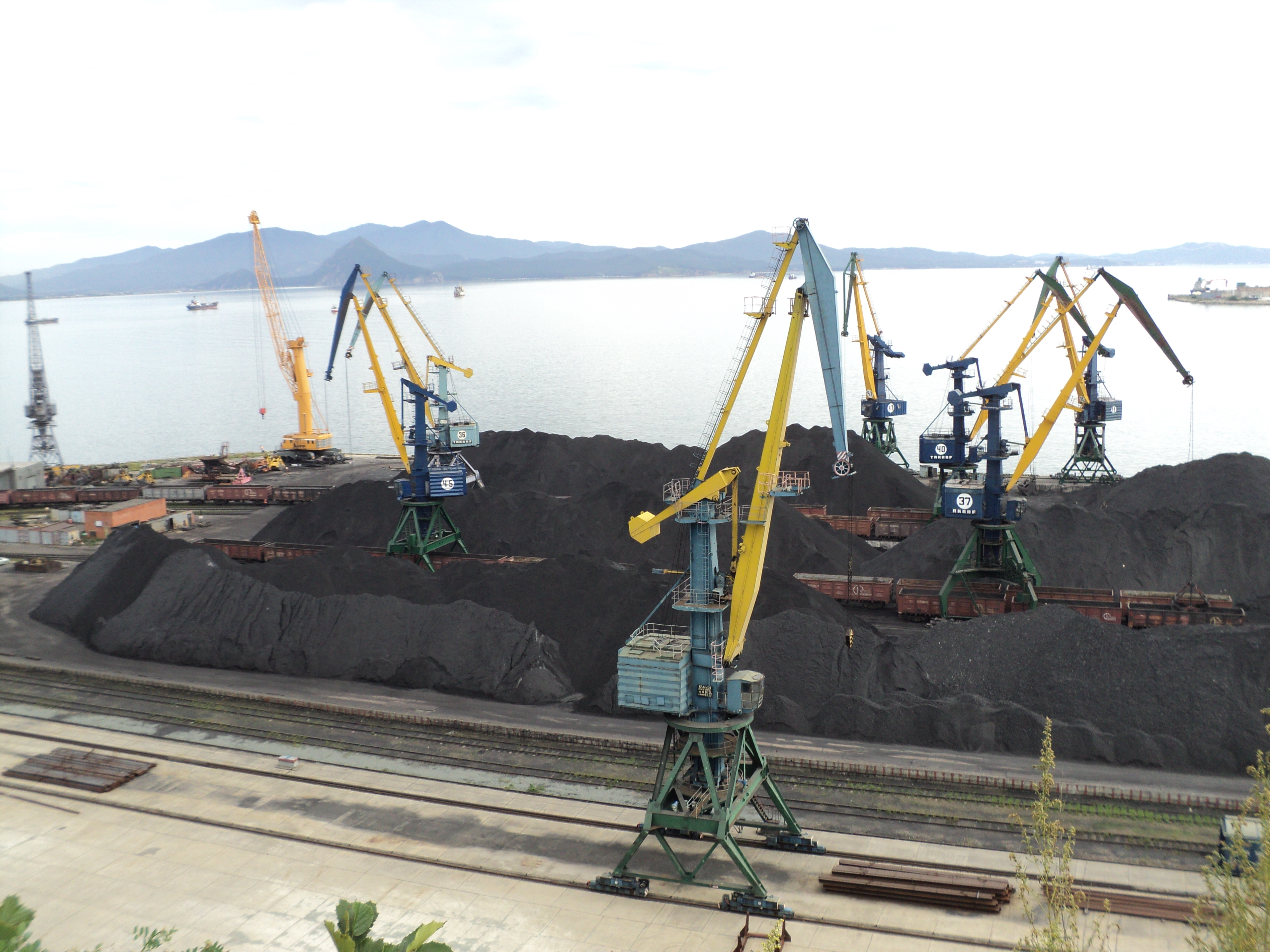
Terminal du port de Nakhodka, en Extrême-Orient russe, servant à exporter du charbon.

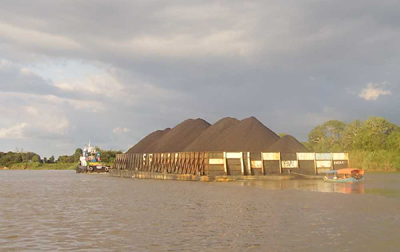
Barge de transport de charbon.

Sur le site minier, le transport se fait généralement par convoyeur ou camion.
Un charbonnier est un navire vraquier destiné à transporter exclusivement du charbon.
Les terminaux charbonniers sont les infrastructures portuaires spécialisées dans l'accueil de ce type de navires.
Lorsque les sites de consommation de charbon (centrales électriques, aciéries) sont éloignés des terminaux charbonniers d'importation, le transport terrestre du charbon se fait par barges sur les fleuves et canaux, par chemin de fer ou même par camion.
Les coûts de transport varient fortement en fonction de l'offre et de la demande, mais de façon générale le transport maritime est peu coûteux, d'où le développement des centrales à charbon en bord de mer ; par contre, les transports terrestres sont très coûteux, beaucoup plus que ceux du transport de pétrole par oléoduc, ou du gaz par gazoduc, ce qui fait perdre au charbon sa compétitivité par rapport au pétrole et au gaz dès lors que la distance entre le terminal charbonnier et le site de consommation devient importante. Pour tenter de résoudre ce problème, des carboducs, transportant des particules de charbon en suspension dans de l'eau, ont été construits, en général sur de courtes distances, mais parfois à longue distance, par exemple aux États-Unis, où le carboduc de Black Mesa (Arizona), en fonction de 1970 à 2005, utilisait 5,5 millions de litres d'eau par an pour transporter le charbon sur 437 km jusqu'au Nevada.

### Stockage
Le stockage du charbon s'effectue, en fonction des aléas de la production, du transport et de la consommation, soit sur le carreau de la mine, soit au niveau des terminaux charbonniers, soit à proximité des sites de consommation.

## Réserves
Les réserves prouvées mondiales de charbon (lignite inclus) fin 2022 sont estimées à 23 024 EJ (Exajoules) ; elles sont disséminées sur tous les continents dans plus de 70 pays. Les principales réserves sont situées aux États-Unis (25,0 %), en Chine (16,3 %), en Inde (13,5 %), en Russie (12,2 %) et en Australie (11,8 %) ; ces cinq pays concentrant 78,8 % des réserves. Si les productions restaient constantes, les réserves prouvées de charbon pourraient durer 126 ans tandis que les réserves de pétrole et de gaz naturel s'épuiseraient en 53 ans et 54 ans respectivement :
| Rang | Pays           | Réserves de charbon fin 2022 (Gt) | Réserves de lignite fin 2022 (Gt) | Réserves* totales (EJ) | Part en 2022 | Production charbon+lignite 2024 (EJ) | Ratio R/P |
| --- | -------------- | --------------------------------- | --------------------------------- | ---------------------- | ------------ | ------------------------------------ | --------- |
| 1 | États-Unis     | 218,0                             | 29,9                              | 5 766                  | 25,0 %       | 10,61                                | 543       |
| 2 | Chine          | 146,3                             | 10,7                              | 3 764                  | 16,3 %       | 94,48                                | 40        |
| 3 | Inde           | 122,3                             | 5,5                               | 3 107                  | 13,5 %       | 18,05                                | 172       |
| 4 | Russie         | 71,7                              | 90,4                              | 2 807                  | 12,2 %       | 9,12                                 | 308       |
| 5 | Australie      | 75,4                              | 74,0                              | 2 714                  | 11,8 %       | 11,82                                | 230       |
| 6 | Ukraine        | 32,0                              | 2,3                               | 823                    | 3,6 %        | 0,38                                 | 2 166     |
| 7 | Pologne        | 22,7                              | 5,1                               | 714                    | 3,1 %        | 1,39                                 | 514       |
| 8 | Indonésie      | 21,7                              | 13,3                              | 691                    | 3,0 %        | 16,97                                | 41        |
| 9 | Kazakhstan     | 25,6                              | nd                                | 637                    | 2,8 %        | 1,94                                 | 328       |
| 10 | Allemagne      | -                                 | 35,4                              | 400                    | 1,7 %        | 0,82                                 | 488       |
| 11 | Afrique du Sud | 9,9                               |                                   | 246                    | 1,1 %        | 5,56                                 | 44        |
| 12 | Turquie        | 0,6                               | 11,0                              | 138                    | 0,6 %        | 0,75                                 | 184       |
| | Total monde    | 779,0                             | 321,0                             | 23 024                 | 100,0 %      | 182,2                                | 126       |
| Gt = milliards de tonnes ; Mt = millions de tonnes ; EJ = exajoules * Conversion : charbon 24,9 EJ/Gt ; lignite 11,3 EJ/Gt R/P = Réserves 2022 /Production 2024 (années restantes au rythme actuel) |                |                                   |                                   |                        |              |                                      |           |

Des ressources supplémentaires, identifiées, mais dont l'exploitation n'est pas techniquement ou économiquement justifiée, sont estimées à 16 154 Gt de charbon et 3 670 Gt de lignite, soit au total 443 706 EJ.

## Statistiques de production
Le graphique qui aurait dû être présenté ici ne peut pas être affiché car il utilise l'ancienne extension Graph, désactivée pour des questions de sécurité. Des indications pour créer un nouveau graphique avec la nouvelle extension Chart sont disponibles ici.

Le graphique qui aurait dû être présenté ici ne peut pas être affiché car il utilise l'ancienne extension Graph, désactivée pour des questions de sécurité. Des indications pour créer un nouveau graphique avec la nouvelle extension Chart sont disponibles ici.

Production de charbon des six principaux producteurs
Source : Energy Institute
Selon l'Energy Institute, la production mondiale de charbon atteint 182,23 EJ (exajoules) en 2024, en hausse de 1,1 % ; elle a chuté de 5 % en 2020 du fait de la crise liée à la pandémie de Covid-19, puis est remontée de 16,4 % en quatre ans ; elle avait chuté de 8,3 % entre 2013 et 2016 avant de remonter de 8,2 % entre 2016 et 2019 ; la Chine concentre 51,8 % de la production, suivie par l'Inde (9,9 %), l'Indonésie (9,3 %), l'Australie (6,5 %), les États-Unis (5,8 %) et la Russie (5,0 %).
Selon l'Agence internationale de l’énergie (AIE), la production mondiale de charbon atteignait 177,93 EJ en 2022 contre 93,09 EJ en 1990, en progression de 93 % en 32 ans ; la part de la Chine est passée de 23,3 % en 1990 à 52,8 % en 2022. Le charbon représentait 28,2 % de la production totale d'énergie primaire en 2022 contre 25,5 % en 1990.
| Rang                                                              | Pays           | 1990  | 2000  | 2010   | 2020   | 2021   | 2022   | 2023    | 2024*  | % 2024* | var.2024 /1990 |
| ----------------------------------------------------------------- | -------------- | ----- | ----- | ------ | ------ | ------ | ------ | ------- | ------ | ------- | -------------- |
| 1                                                                 | Chine          | 21,70 | 29,87 | 72,12  | 83,32  | 88,47  | 93,87  | 93,36*  | 94,48  | 51,8 %  | +335 %         |
| 2                                                                 | Inde           | 3,91  | 5,47  | 8,91   | 11,56  | 12,68  | 14,57  | 16,83*  | 18,05  | 9,9 %   | +362 %         |
| 3                                                                 | Indonésie      | 0,24  | 1,90  | 7,80   | 12,42  | 12,52  | 14,70  | 15,73*  | 16,97  | 9,3 %   | x70,7          |
| 4                                                                 | Australie      | 4,44  | 6,89  | 10,32  | 12,33  | 11,47  | 11,42  | 10,96   | 11,82  | 6,5 %   | +166 %         |
| 5                                                                 | États-Unis     | 22,68 | 22,44 | 22,22  | 10,79  | 11,74  | 12,07  | 11,77   | 10,61  | 5,8 %   | -53 %          |
| 6                                                                 | Russie         | 8,05  | 5,38  | 6,97   | 9,53   | 10,54  | 10,23  | 9,20*   | 9,12   | 5,0 %   | +13 %          |
| 7                                                                 | Afrique du Sud | 4,19  | 5,31  | 6,03   | 5,85   | 5,52   | 5,44   | 5,53*   | 5,56   | 3,1 %   | +33 %          |
| 8                                                                 | Mongolie       | 0,11  | 0,08  | 0,64   | 0,98   | 0,86   | 0,96   | 1,59*   | 2,03   | 1,1 %   | x18,5          |
| 9                                                                 | Kazakhstan     | 2,43  | 1,43  | 2,03   | 1,86   | 1,95   | 2,06   | 2,01*   | 1,94   | 1,1 %   | -20 %          |
| 10                                                                | Colombie       | 0,61  | 1,11  | 2,18   | 1,62   | 1,80   | 1,86   | 1,42    | 1,52   | 0,8 %   | +149 %         |
| 11                                                                | Pologne        | 4,14  | 2,99  | 2,32   | 1,68   | 1,77   | 1,71   | 1,49    | 1,39   | 0,8 %   | -66 %          |
| 12                                                                | Canada         | 1,59  | 1,44  | 1,42   | 1,02   | 1,05   | 1,08   | 1,10    | 1,14   | 0,6 %   | -28 %          |
| 13                                                                | Vietnam        | 0,11  | 0,27  | 1,05   | 1,02   | 1,13   | 1,17   | 1,11*   | 1,03   | 0,6 %   | x9,4           |
| 14                                                                | Allemagne      | 5,10  | 2,54  | 1,92   | 0,98   | 1,15   | 1,19   | 0,93    | 0,82   | 0,5 %   | -84 %          |
|                                                                   | Monde          | 93,09 | 95,34 | 153,64 | 160,28 | 167,87 | 177,93 | 180,27* | 182,23 | 100 %   | +96 %          |
| Sources : Agence internationale de l'énergie, *=Energy Institute. |                |       |       |        |        |        |        |         |        |         |                |

Après une période de forte croissance, cette production a connu un ralentissement marqué à partir de 2012 ; sa part dans la production mondiale d'énergie primaire a commencé à baisser en 2012, puis en 2015 c'est la quantité produite qui a reculé pour la première fois (-2,9 %) ; mais en 2017, elle a repris son ascension :
| Année | Production (PJ) | Accroissement | Part prod. énergie primaire |
| ----- | --------------- | ------------- | --------------------------- |
| 1990  | 93 089          |               | 25,5 %                      |
| 2000  | 95 342          |               | 23,0 %                      |
| 2010  | 153 644         |               | 28,9 %                      |
| 2011  | 163 132         | +6,2 %        | 30,0 %                      |
| 2012  | 163 275         | +0,1 %        | 29,6 %                      |
| 2013  | 165 233         | +1,2 %        | 29,55 %                     |
| 2014  | 166 940         | +1,0 %        | 29,4 %                      |
| 2015  | 162 105         | -2,9 %        | 28,5 %                      |
| 2016  | 152 822         | -5,7 %        | 26,9 %                      |
| 2017  | 157 923         | +3,3 %        | 27,2 %                      |
| 2018  | 164 602         | +4,2 %        | 27,4 %                      |
| 2019  | 167 719         | +1,9 %        | 27,4 %                      |
| 2020  | 160 280         | -4,4 %        | 27,3 %                      |
| 2021  | 167 867         | +4,7 %        | 27,6 %                      |
| 2022  | 177 930         | +6,0 %        | 28,2 %                      |

| Année  | Anthracite | Charbon à coke | autres charbons bitumineux | Charbon sub-bitumineux | Lignite | Production totale |
| ------ | ---------- | -------------- | -------------------------- | ---------------------- | ------- | ----------------- |
| 1990   | 1,18       | 16,61          | 58,30                      | 5,44                   | 11,01   | 92,54             |
| 2000   | 0,62       | 13,17          | 63,13                      | 9,58                   | 8,58    | 95,08             |
| 2010   | 2,09       | 25,42          | 103,46                     | 13,88                  | 8,45    | 153,31            |
| 2020   | 2,19       | 27,67          | 108,27                     | 15,49                  | 6,49    | 160,11            |
| 2021   | 2,35       | 27,70          | 114,71                     | 16,04                  | 6,90    | 167,71            |
| 2022   | 2,41       | 28,22          | 121,61                     | 18,34                  | 7,18    | 177,75            |
| % 2022 | 1,4 %      | 15,9 %         | 68,4 %                     | 10,3 %                 | 4,0 %   | 100 %             |

Le rapport 2019 de l'AIE sur le charbon constate que la production mondiale a connu en 2018 un accroissement de 250 Mt (millions de tonnes, et non tep), soit +3,3 %, mais que malgré deux années de croissance, la production est encore inférieure de 162 Mt à son pic de 2013. La production a commencé à baisser en 2014, pour la première fois du siècle, baisse qui s'est poursuivie en 2015 et 2016, mais s'est inversée en 2017. La hausse de 2018 a surtout été le fait de la Chine : +152,9 Mt, soit +4,5 % (mais sa consommation ne s'est accrue que de 1 %), de l'Indonésie : +53,9 Mt, soit +10,9 %, et de l'Inde : +45,4 Mt, soit +6,3 % (consommation : +5,5 %) ; à l'inverse, la production a reculé aux États-Unis : −17,3 Mt, soit -2,5 % (elle a décliné d'un tiers depuis 2008, est la consommation américaine est tombée à son plus faible niveau depuis 1971), en Australie : −16,4 Mt, soit -3,3 %, en Allemagne : −6,1 Mt, soit -3,5 %, et en Pologne : −4,7 Mt, soit -3,7 %.

## Statistiques de consommation
Le graphique qui aurait dû être présenté ici ne peut pas être affiché car il utilise l'ancienne extension Graph, désactivée pour des questions de sécurité. Des indications pour créer un nouveau graphique avec la nouvelle extension Chart sont disponibles ici.

Consommation de charbon des six principaux consommateurs
Source : Energy Institute
La consommation mondiale de charbon s'est élevée à 165,06 EJ en 2024 ; elle a progressé de 1,9 % entre 2012 et 2014, puis a reculé de 4,8 % en deux ans avant de remonter de 1,9 % de 2016 à 2019, puis de chuter de 3 % en 2020 du fait de la crise causée par la pandémie de Covid-19 ; elle a remonté de 5,5 % en 2021, puis de 2,7 % entre 2021 et 2024 ; les principaux pays consommateurs sont la Chine (55,9 %), l'Inde (13,9 %) et les États-Unis (4,8 %).
L'Agence internationale de l'énergie (AIE) estime la consommation mondiale de charbon en 2023 à 8,53 Gt (milliards de tonnes). Selon l'AIE, 2023 marque le pic de demande. Dès 2024, la consommation de charbon devrait commencer à lentement refluer pour atteindre 8,3 milliards de tonnes en 2026. La consommation chinoise a augmenté en 2023 de 220 millions de tonnes (+4,9 %) par rapport à 2022, celle de l'Inde de 98 millions de tonnes (+8 %) et celle de l'Indonésie d 23 millions de tonnes (+11 %). Celle de l'Europe a reculé de 107 millions de tonnes et celle des États-Unis de 95 millions de tonnes. Les fortes hausses en Chine et en Inde sont dues principalement à des facteurs météorologiques, le temps sec et chaud ayant entraîné une forte demande d'électricité et une faible disponibilité de l'hydroélectricité.
Selon Eurostat, la consommation de charbon et lignite de l'Europe a baissé de 40 % entre 2018 et 2023. La Pologne et l'Allemagne représentent ensemble près des deux tiers de la consommation de l'UE. La production a reculé encore plus vite que la consommation, et plus de 70 % de la houille utilisée dans l'UE est importée, contre 30 % au début des années 1990.
En 2023, la production d'électricité des centrales à charbon en Europe a chuté de 26 %, tombant à 333 TWh, loin derrière celle de éoliennes (475 TWh et celle des centrales à gaz 452 TWh. La fermeture des centrales au charbon a ralenti pendant la crise de l'énergie, mais un cinquième des centrales européennes doivent fermer entre 2024 et 2025.
Le charbon couvrait 27,6 % des besoins énergétiques mondiaux en 2022, contre 25,5 % en 1990 ; il est la seconde ressource énergétique de l'humanité, derrière le pétrole (30,2 %) et devant le gaz naturel (23,1 %).
Il est également le combustible fossile le plus utilisé dans le monde pour la production d'électricité, source de 35,7 % de l'électricité produite en 2022 contre 37,3 % en 1990.
| Pays                                                               | 1990  | 2000  | 2010   | 2015   | 2020   | 2021   | 2022   | 2023    | 2024*  | % 2024 | var.2024 /1990 |
| ------------------------------------------------------------------ | ----- | ----- | ------ | ------ | ------ | ------ | ------ | ------- | ------ | ------ | -------------- |
| Chine                                                              | 22,48 | 28,15 | 75,22  | 83,98  | 89,10  | 95,03  | 97,18  | 90,80*  | 92,29  | 55,9 % | +311 %         |
| Inde                                                               | 3,88  | 6,11  | 11,48  | 15,87  | 16,03  | 18,08  | 19,50  | 22,09*  | 22,97  | 13,9 % | +492 %         |
| États-Unis                                                         | 19,24 | 22,32 | 21,00  | 15,66  | 9,28   | 10,64  | 10,02  | 9,04    | 7,90   | 4,8 %  | -59 %          |
| Indonésie                                                          | 0,15  | 0,50  | 1,33   | 1,66   | 2,86   | 2,99   | 3,97   | 4,32*   | 4,72   | 2,9 %  | x31,5          |
| Japon                                                              | 3,21  | 4,06  | 4,83   | 4,99   | 4,27   | 4,65   | 4,56   | 4,14    | 4,53   | 2,7 %  | +41 %          |
| Russie                                                             | 8,00  | 5,02  | 4,43   | 4,86   | 4,89   | 5,46   | 5,58   | 3,82*   | 3,75   | 2,3 %  | -53 %          |
| Afrique du Sud                                                     | 2,79  | 3,42  | 4,21   | 3,97   | 3,80   | 3,76   | 3,66   | 3,44*   | 3,51   | 2,1 %  | +26 %          |
| Corée du Sud                                                       | 0,92  | 1,63  | 2,86   | 3,15   | 2,87   | 2,91   | 2,86   | 2,77    | 2,85   | 1,7 %  | +210 %         |
| Vietnam                                                            | 0,09  | 0,18  | 0,61   | 1,02   | 2,13   | 1,96   | 1,92   | 2,28*   | 2,50   | 1,5 %  | x27,8          |
| Turquie                                                            | 0,65  | 0,96  | 1,31   | 1,44   | 1,67   | 1,72   | 1,75   | 1,72    | 1,80   | 1,1 %  | +177 %         |
| Allemagne                                                          | 5,38  | 3,55  | 3,31   | 3,32   | 1,87   | 2,26   | 2,32   | 1,81    | 1,58   | 1,0 %  | -71 %          |
| Australie                                                          | 1,46  | 2,02  | 2,11   | 1,80   | 1,78   | 1,68   | 1,57   | 1,62    | 1,52   | 0,9 %  | +4 %           |
| Kazakhstan                                                         | 1,67  | 0,83  | 1,45   | 1,17   | 1,36   | 1,45   | 1,51   | 1,52*   | 1,50   | 0,9 %  | -10 %          |
| Taïwan                                                             | 0,48  | 1,25  | 1,74   | 1,75   | 1,67   | 1,80   | 1,70   | 1,49*   | 1,43   | 0,9 %  | +198 %         |
| Pologne                                                            | 3,30  | 2,36  | 2,29   | 2,02   | 1,71   | 1,90   | 1,77   | 1,47    | 1,33   | 0,8 %  | -60 %          |
| Malaisie                                                           | 0,06  | 0,10  | 0,61   | 0,73   | 1,04   | 0,96   | 0,99   | 1,03*   | 1,08   | 0,7 %  | x18            |
| Philippines                                                        | 0,05  | 0,19  | 0,29   | 0,49   | 0,73   | 0,79   | 0,80   | 0,89*   | 0,98   | 0,6 %  | x19,6          |
| Thaïlande                                                          | 0,16  | 0,32  | 0,69   | 0,71   | 0,72   | 0,66   | 0,73   | 0,60*   | 0,61   | 0,4 %  | +281 %         |
| Brésil                                                             | 0,40  | 0,54  | 0,61   | 0,74   | 0,58   | 0,71   | 0,59   | 0,58    | 0,53   | 0,3 %  | +32 %          |
| Pakistan                                                           | 0,08  | 0,08  | 0,18   | 0,21   | 0,66   | 0,65   | 0,69   | 0,47*   | 0,41   | 0,3 %  | +412 %         |
| Ukraine                                                            | 3,48  | 1,61  | 1,60   | 1,26   | 0,96   | 0,87   | 0,56   | 0,39*   | 0,39   | 0,2 %  | -89 %          |
| Tchéquie                                                           | 1,32  | 0,91  | 0,78   | 0,69   | 0,51   | 0,54   | 0,56   | 0,46    | 0,36   | 0,3 %  | -73 %          |
| Bangladesh                                                         | 0,01  | 0,004 | 0,03   | 0,06   | 0,11   | 0,13   | 0,11   | 0,29*   | 0,32   | 0,2 %  | x32            |
| Canada                                                             | 1,02  | 1,33  | 0,97   | 0,77   | 0,41   | 0,47   | 0,32   | 0,32    | 0,29   | 0,2 %  | -72 %          |
| Mexique                                                            | 0,17  | 0,29  | 0,56   | 0,48   | 0,37   | 0,32   | 0,38   | 0,36    | 0,28   | 0,2 %  | +65 %          |
| Maroc                                                              | 0,05  | 0,11  | 0,12   | 0,19   | 0,28   | 0,29   | 0,30   | 0,29*   | 0,27   | 0,2 %  | +440 %         |
| France                                                             | 0,84  | 0,62  | 0,50   | 0,39   | 0,22   | 0,36   | 0,31   | 0,25    | 0,18   | 0,1 %  | -79 %          |
| Royaume-Uni                                                        | 2,64  | 1,53  | 1,30   | 1,00   | 0,23   | 0,23   | 0,21   | 0,18    | 0,17   | 0,1 %  | -94 %          |
| Italie                                                             | 0,61  | 0,53  | 0,57   | 0,51   | 0,21   | 0,23   | 0,31   | 0,21    | 0,10   | 0,1 %  | -84 %          |
| Monde                                                              | 92,91 | 96,97 | 152,91 | 160,88 | 157,53 | 168,82 | 171,90 | 163,15* | 165,06 | 100 %  | +78 %          |
| Sources : Agence internationale de l’énergie, *= Energy Institute. |       |       |        |        |        |        |        |         |        |        |                |

En 2022, la consommation mondiale de charbon dépasse les 8 milliards de tonnes, soit une tonne de charbon/an/habitant compte tenu de la population mondiale.
La consommation mondiale de charbon se répartissait en 2021 entre la production d'électricité et de chaleur, principale utilisation du charbon : 60,8 % (centrales électriques 44,4 %, cogénération : 15,8 %, production de chaleur pour les réseaux de chaleur : 0,6 %), les utilisations diverses dans l'industrie : 23,0 %, la cokéfaction (production de coke pour la sidérurgie) : 7,4 %, les utilisations pour les besoins de l'industrie énergétique : 2,4 %, les usages résidentiels (chauffage, cuisine) : 2,0 %, tertiaires : 0,9 % et agricoles : 0,4 %, la production de gaz : 0,2 % et de combustibles liquides (pétrole synthétique, etc): 0,3 %, les utilisations non énergétiques (carbochimie, goudron de houille, etc) : 1,5 %.

Bilan charbon de la Chine.

Bilan charbon des États-Unis.

Bilan charbon de l'Inde.

De nombreux pays l'utilisent encore comme source d'énergie principale en 2022 comme l'Afrique du Sud : 70,9 % (74 % en 1990), la Chine : 60,9 % de la consommation d'énergie primaire (contre 70,5 % en 2010), l'Inde : 45,9 % en 2022 contre 33,1 % en 1990 et 41,5 % en 2010, l'Indonésie : 36,4 % en 2022 contre 29,7 % en 2019 et 18,5 % en 2010 et la Pologne : 50,9 % en 2015, 42,4 % en 2019 et 36,1 % en 2023 (76,4 % en 1990).
La crise du Covid-19 pourrait accélérer la transition énergétique et le recul de l'industrie du charbon en Europe et aux États-Unis. Ainsi, le Royaume-Uni n'a pas utilisé ses centrales au charbon pendant deux mois. L'Agence internationale de l'énergie prévoit pour 2020 une chute de la consommation de charbon pour la production d'électricité de 22 % en Europe et de 26,5 % aux États-Unis. Les mesures de confinement ayant entrainé une diminution de la demande d'électricité et une chute des prix du gaz, la consommation de charbon a chuté à des niveaux historiques ; la part des énergies renouvelables et des centrales à gaz a augmenté en contrepartie. Toutefois, l'Europe et les États-Unis ne représentent que 10 % de la consommation mondiale de charbon, et la consommation pourrait repartir de plus belle en Chine comme en Inde. Selon Wood Mckenzie, la Chine se prépare à autoriser 130 GW de nouvelles capacités de production d'électricité au charbon au cours des cinq prochaines années et atteindrait ainsi un pic de 1 200 GW ; la consommation mondiale de charbon devrait commencer son déclin à partir de 2025.
Pour la première fois, les capacités mondiales des centrales au charbon ont légèrement décliné au premier semestre 2020 : −3 GW sur un parc total de 2 047 GW, selon le rapport publié par Global Energy Monitor. Les fermetures ont totalisé 21 GW, dont 8 GW en Europe et 5 GW aux États-Unis ; les ouvertures ont atteint 18 GW, dont 11 GW en Chine et 1,8 GW au Japon. Au cours des deux dernières décennies, les capacités mondiales augmentaient en moyenne au rythme de 25 GW par semestre. La Chine concentre près de la moitié des projets de centrales (plus de 250 GW), suivie par l'Inde (65 GW), la Turquie et l'Indonésie. Au total, 190 GW de centrales à charbon sont en construction dans le monde et 332 GW supplémentaires sont programmés.
En 2018, la consommation mondiale de charbon a progressé de 66 Mtce (millions de tonnes équivalent-charbon), soit +1,2 % ; la Chine a contribué pour près de moitié à cette hausse : +28,4 Mtce (+1,0 %) ; sa consommation avait connu trois années de baisse (2014-2016), mais s'est redressée depuis 2017 ; elle est consacrée à 66,5 % à la production d'électricité et de chaleur ; la part de la Chine dans la consommation mondiale de charbon vapeur atteint 53,2 % ; la Chine occupe une place prépondérante dans les industries de l'acier et du ciment, grandes consommatrices de charbon : en 2018, sa part dans la consommation mondiale de charbon à coke atteint 59,2 %. L'Inde est le second pays consommateur de charbon, après avoir dépassé les États-Unis en 2015 ; sa consommation a progressé de 30,4 Mtce, soit +5,5 %. À l'inverse, la consommation de charbon des États-Unis a baissé pour la cinquième année consécutive, atteignant son plus bas niveau depuis 1978, du fait de la concurrence du gaz de schiste et secondairement des énergies renouvelables.
En 2017, la puissance totale des centrales à charbon de l'Union européenne atteint 156,9 GW, dont 48,6 GW en Allemagne, 28,8 GW en Pologne, 15,4 GW au Royaume-Uni, 10,5 GW en Espagne. Dix pays de l'Union ont annoncé qu'ils sortiraient totalement du charbon avant 2030, dont le Royaume-Uni, la France, l'Italie, l'Autriche et les pays scandinaves.
Le 24 mars 2025, l'Inde annonce avoir franchi le cap du milliard de tonnes de charbon consommé : 1,03 précisément, en hausse significative par rapport aux 953,3 millions de tonnes en observées en 2023-24.

### Prévisions de consommation
Dans son rapport Coal 2018, l’AIE estime que la consommation mondiale de charbon pourrait rester stable d’ici à 2023 : la baisse de la demande, envisagée en Europe et en Amérique du Nord, serait plus que compensée par une forte croissance de la consommation en Inde (+26 %) et en Asie du Sud-Est (+39 %) ; elle baisserait légèrement (-3 %) en Chine.
Le rapport annuel 2014 de l'AIE sur le charbon prévoit que la consommation mondiale de charbon devrait encore croître de 2,1 % par an d'ici à 2019 ; la Chine représentera 61 % de l'accroissement de la production mondiale : +471 millions de tonnes équivalent charbon (Mtec) sur un total de +772 Mtec, suivie par l'Inde : +177 Mtec, les pays de l'ASEAN : +79 Mtec et l'Afrique : +38 Mtec ; par contre, la consommation de charbon baissera de 54 Mtec en Amérique du Nord et de 14 Mtec en Europe. Depuis 2011, le marché du charbon est marqué par une offre excédentaire, qui a tiré les prix vers le bas : 70-80 dollars la tonne en 2014 sur le marché européen, contre 120 dollars en 2011.
Un an plus tard, l'AIE revoit en forte baisse le taux prévisionnel de croissance de la demande de charbon dans son scénario central : +0,8 % par an sur 2013-2020. Selon Fatih Birol, directeur exécutif de l’AIE, « la Chine est définitivement entrée dans une nouvelle ère, dans laquelle sa croissance économique ralentit, l’intensité énergétique de sa croissance décline, et la dépendance au charbon diminue, sous l’influence des préoccupations environnementales comme la pollution de l’air et la réduction des émissions de CO2 ». L’AIE estime même que la Chine pourrait déjà avoir atteint son « peak coal » : des premières données sur 2015 indiquent que la demande de charbon en Chine aurait été inférieure à celle de 2013. Dans un scénario que l’AIE juge désormais « probable », la demande mondiale de charbon baisserait de 0,1 % par an entre 2013 et 2020, tirée à la baisse par un recul en Chine (-1,2 % par an, contre +0,8 % dans le scénario central). La moitié de la croissance de la demande mondiale prévue vient désormais de l’Inde : +4,1 % par an d’ici 2020, qui deviendrait le deuxième consommateur mondial, devant les États-Unis, dès 2018.
Le rapport annuel 2020 sur le charbon de l'AIE prévoit qu'après deux années de baisse (-2 % en 2019 et -5 % en 2020), la consommation mondiale de charbon va connaître en 2021 un rebond de +3 %. Le déclin se poursuivra en Europe et aux États-Unis, mais à un rythme plus faible, et la consommation sera à nouveau en hausse en Chine, en Inde, en Asie du Sud-Est. Au cours des neuf premiers mois de 2020, 27 GW de nouvelles capacités de production d'électricité au charbon ont été approuvés en Chine, soit sept fois plus qu'en 2019. Tous les ans, la Chine ouvre une trentaine de gigawatts de nouvelles centrales électriques brûlant du charbon, soit une nouvelle centrale toutes les deux semaines ; les nouvelles installations sont plus efficaces et émettent moins de CO2 que les anciennes, mais selon l'AIE, « le charbon continuera à être la pierre angulaire de l'approvisionnement en électricité au cours des prochaines décennies ».
Le rapport 2021 sur le charbon de l'AIE, publié le 17 décembre 2021, prévoit qu'en 2021 la production d'électricité tirée du charbon devrait rebondir de 9 %, pour atteindre un nouveau record historique à 10 350 TWh. La demande totale de charbon, avec les besoins des aciéries et des cimenteries, devrait augmenter de 6 %. L'AIE avertit que « la demande totale de charbon pourrait atteindre de nouveaux records dès 2022 et rester à ces niveaux les deux années suivantes, soulignant la nécessité d'actions politiques rapides et fortes ». La part de la Chine dans la consommation mondiale atteint 53 % ; le pays a beau investir pour développer ses capacités de production d'énergie nucléaire et renouvelable, son mix électrique va encore reposer longtemps sur la houille. L'Inde consomme 12 % du charbon mondial et cette consommation devrait passer de 931 Mt en 2020 à 1 185 Mt en 2024, soit +3,9 % par an. La consommation des États-Unis, qui a chuté de moitié en 10 ans, de 880 Mt en 2010 à 434 Mt en 2020, a fortement rebondi en 2021 : +21 % selon l'AIE, qui estime qu'elle reculera de 15 % d'ici 2024. La demande de l'Indonésie et du Vietnam a bondi de 4,5 % en 2020 et devrait croître de 3,8 % en 2021, puis de 4,3 % par an d'ici 2024. La consommation de l'Europe a chuté de 20 % en 2020, mais en 2021, la forte hausse du prix du gaz a causé une forte remontée de la demande des centrales thermiques ; mais l'AIE prévoit un recul rapide de 380 Mt en 2021 à 274 Mt en 2024.
Le 16 décembre 2022, l'AIE publie son rapport annuel sur le charbon qui estime qu'en 2022 la consommation de charbon devrait augmenter de 1,2 %, dépassant 8 milliards de tonnes. L'AIE prévoit que la demande mondiale devrait rester à ce niveau jusqu'en 2025. L'Europe, plus fortement touchée par la crise énergétique que d'autres régions, a augmenté sa consommation de 9 %, à 377 Mt. La Chine consomme 53 % du charbon dans le monde et ce combustible lui fournit 60 % de son énergie primaire. L'AIE prévoit que la production d'électricité à partir de charbon devrait progresser de 2,3 % par an pour atteindre 5 731 TWh en 2025, ce qui correspond à 2,8 milliards de tonnes de charbon contre 2,6 milliards en 2022. La consommation mondiale de charbon devrait rester à peu près constante (+0,2 %) d'ici 2025, celle de la Chine augmentant de 2 % et celle de l'Inde de 10,6 %, alors que celle de l'Europe reculerait de 22,4 %, celle des États-Unis de 17,6 % et celle de la Russie de 3,8 %.
Le rapport 2023 de l'AIE estime que l'année 2023 devrait établir un nouveau record mondial de consommation de charbon. La consommation mondiale de charbon a augmenté de 3,3 % en 2022 pour atteindre 8,3 milliards de tonnes et devrait continuer de croître en 2023, après une hausse d'environ 1,5 % au cours du premier semestre 2023. L'AIE constate un très net découplage entre deux parties du monde : l'Asie, toujours plus consommatrice de charbon, alors que les économies occidentales connaissent une évolution en sens inverse. En 2023, selon l'AIE, près de 70 % de la consommation mondiale de charbon émanera de la Chine et de l'Inde. En Chine, la demande a crû de 4,6 % en 2022 pour atteindre 4,5 milliards de tonnes, soit plus de la moitié de la demande mondiale, dont les États-Unis et l'Europe représentant seulement moins de 10 %.

## Commerce international
En 2024, les exportations de charbon ont atteint 35,99 EJ, en hausse de 1,6 % par rapport à 2023 et de 13,3 % depuis 2014. Les principaux exportateurs sont l'Indonésie (29,8 %), l'Australie (25,2 %) et la Russie (13,4 %) ; les principaux importateurs sont la Chine (32,3 %), l'Inde (14,7 %), le Japon (12,1 %) et la Corée du Sud (8,5 %) ; le reste de l'Asie concentre 16,7 % des importations et l'Europe 8,3 %.
| Pays           | 2014  | 2019  | 2020  | 2021  | 2022  | 2023  | 2024  | % 2024 | Δ 2024 /2014 |
| -------------- | ----- | ----- | ----- | ----- | ----- | ----- | ----- | ------ | ------------ |
| Indonésie      | 8,42  | 8,49  | 8,79  | 8,98  | 9,19  | 10,15 | 10,72 | 29,8 % | +27 %        |
| Australie      | 9,12  | 9,60  | 9,33  | 9,60  | 8,21  | 8,72  | 9,07  | 25,2 % | -0,5 %       |
| Russie         | 3,78  | 5,79  | 5,66  | 6,03  | 5,32  | 5,46  | 4,81  | 13,4 % | +27 %        |
| États-Unis     | 2,38  | 2,21  | 1,74  | 2,18  | 2,23  | 2,47  | 2,64  | 7,3 %  | +11 %        |
| Mongolie       | 0,53  | 1,04  | 0,83  | 0,49  | 0,90  | 1,96  | 2,27  | 6,3 %  | +328 %       |
| Colombie       | 2,27  | 2,09  | 1,82  | 1,68  | 1,61  | 1,62  | 1,73  | 4,8 %  | -24 %        |
| Afrique du Sud | 2,18  | 1,41  | 1,73  | 1,62  | 1,72  | 1,74  | 1,63  | 4,5 %  | -25 %        |
| Monde          | 31,76 | 33,72 | 33,03 | 33,51 | 32,37 | 35,43 | 35,99 | 100 %  | +13,3 %      |

| Pays            | 2014  | 2019  | 2020  | 2021  | 2022  | 2023  | 2024  | % 2024 | Δ 2024 /2014 |
| --------------- | ----- | ----- | ----- | ----- | ----- | ----- | ----- | ------ | ------------ |
| Chine           | 6,62  | 6,40  | 6,61  | 6,68  | 5,83  | 10,16 | 11,62 | 32,3 % | +76 %        |
| Inde            | 4,65  | 4,70  | 4,74  | 4,67  | 4,99  | 5,35  | 5,30  | 14,7 % | +14 %        |
| Japon           | 5,00  | 4,90  | 4,56  | 4,84  | 4,82  | 4,39  | 4,35  | 12,1 % | -13 %        |
| Corée du Sud    | 3,43  | 3,73  | 3,28  | 3,35  | 3,36  | 3,19  | 3,07  | 8,5 %  | -10 %        |
| reste de l'Asie | 2,73  | 5,22  | 6,36  | 6,22  | 5,53  | 5,89  | 6,02  | 16,7 % | +121 %       |
| Europe          | 6,09  | 5,08  | 3,93  | 4,44  | 4,94  | 3,57  | 2,99  | 8,3 %  | -51 %        |
| Monde           | 31,76 | 33,72 | 33,03 | 33,51 | 32,37 | 35,43 | 35,99 | 100 %  | +13,3 %      |

| Pays           | Importations 2022 | Exportations 2022 | Importations nettes 2022 |
| -------------- | ----------------- | ----------------- | ------------------------ |
| Chine          | 6,93              | 0,21              | 6,72                     |
| Inde           | 5,20              | 0,02              | 5,18                     |
| Japon          | 4,57              | 0,02              | 4,55                     |
| Corée du Sud   | 2,85              | -                 | 2,85                     |
| Taïwan         | 1,72              | -                 | 1,72                     |
| Allemagne      | 1,24              | 0,08              | 1,16                     |
| Turquie        | 1,02              | 0,02              | 1,00                     |
| Thaïlande      | 0,60              | -                 | 0,60                     |
| Pakistan       | 0,53              | -                 | 0,53                     |
| Brésil         | 0,49              | -                 | 0,49                     |
| Italie         | 0,33              | 0,01              | 0,32                     |
| Maroc          | 0,30              | -                 | 0,30                     |
| France         | 0,26              | -                 | 0,26                     |
| Mexique        | 0,25              | -                 | 0,25                     |
| Espagne        | 0,26              | 0,04              | 0,22                     |
| Exportateurs : |                   |                   |                          |
| Indonésie      | 0,35              | 10,60             | -10,25                   |
| Australie      | 0,02              | 9,69              | -9,67                    |
| Russie         | 0,54              | 4,97              | -4,43                    |
| États-Unis     | 0,14              | 2,19              | -2,05                    |
| Colombie       | -                 | 1,75              | -1,75                    |
| Afrique du Sud | 0,51              | 1,83              | -1,32                    |
| Mongolie       | -                 | 0,68              | -0,68                    |
| Monde          | 32,30             | 34,87             | -2,57                    |

## Économie du charbon
Pour la production d'électricité et de chaleur (ses deux usages principaux) le charbon est concurrencé par le gaz naturel, qui explique la forte baisse de consommation de charbon aux États-Unis depuis 2008 où le gaz est passé de 8 à 4 $/MBtu à la suite de l'extraction massive de gaz de schiste ; le durcissement des normes de protection de l’environnement édictées par l’Environmental Protection Agency (EPA) y a également contribué avant que, malgré le soutien du président Donald Trump les centrales continuer de fermer car trop chères face au gaz.
En Russie, la consommation de charbon a été divisée par deux de 1980 à 2009 du fait de l’effondrement économique qui a suivi la disparition de l’Union soviétique et d’un prix du gaz très bas sur le marché intérieur.
En Europe, la crainte de dépendre d'un approvisionnement gazier en provenance de Russie a atténué la concurrence gazière.
En Chine, le fort ralentissement de la consommation d'électricité depuis 2014 ainsi que le renforcement des mesures de protection de la qualité de l'air (interdiction de construire de nouvelles centrales thermiques charbon dans la région de Beijing-Tianjin-Hebei ainsi que sur les deltas du Yangtze et de la Pearl River, instauration de nouvelles normes de qualité de l'air impliquant l'abaissement de la concentration en particules dans toutes les régions critiques) et les investissements massifs dans la production d'électricité nucléaire et renouvelable ont abouti à une baisse significative de la consommation de charbon, en partie au profit du gaz naturel.
La consommation de charbon est soutenue par la compétitivité de la thermoélectricité et l'expansion de la sidérurgie dans les pays émergents ; mais le recul de la production d'acier en Chine depuis 2013, du fait de la conversion progressive de l'économie chinoise vers un modèle de consommation de pays développé, laisse prévoir un retournement dans la progression du charbon à coke, d'autant plus que des progrès techniques réduisent la consommation de charbon, de la fabrication du coke à celle de la fonte dans le haut-fourneau, et que la part de l'acier produit à partir de ferraille dans des fours électriques est passée de 17 % en 1970-74 à 26 % en 2014.
En Europe et en Amérique du Nord, la thermoélectricité charbon perd de sa compétitivité face au thermique gaz et aux renouvelables (éolien et solaire PV) dont les coûts ont beaucoup baissé. Elle reste avantageuse en Asie, surtout où les systèmes électriques ne disposent pas encore de moyens de gestion de l'intermittence et de la variabilité. Il n'en irait sans doute pas de même si était prise en compte le coût des émissions de GES par l'intermédiaire d'un prix du carbone d'au moins 50 $/t. Après une baisse vers 2015-2016, la production mondiale de charbon est repartie à la hausse en 2017 et 2018 et début 2019 une inversion de tendance n'est pas attendue avant 2023. La Chine — où la construction de centrales à charbon décélère — consomme 48 % de la production mondiale, mais la consommation progresse principalement en Inde et en Asie du sud. En 2018, l'électricité est produite à 38 % par le charbon, un taux mondial qui reste très stable.
Dans les vieux pays charbonniers, en Europe principalement, l’extraction souterraine de plus en plus profonde de veines de moins en moins épaisses est devenue si coûteuse que les mines ont dû être fermées les unes après les autres au cours de la deuxième moitié du XXe siècle. En 2016, les grandes régions d’extraction du charbon se sont déplacées vers le Powder River Basin (PRB) dans l’ouest des États-Unis, l’ouest de la Chine, le Queensland en Australie, le Kalimantan en Indonésie, la Sibérie orientale en Russie, la Mongolie et l’Afrique australe. Les méthodes d’extraction souterraine se sont améliorées, mais sont loin d’assurer des productivités du travail et une souplesse de gestion comparables à celles des mines à ciel ouvert. La productivité du travail ne dépassait pas, au milieu des années 2000, 300 t/an par homme en Chine et 500 à 700 t/h/an en Allemagne et en Pologne contre 11 000 à 13 000 t/h/an dans les mines à ciel ouvert d’Australie, du Canada ou d’Australie.
Les coûts de transport internationaux, importants du fait du pouvoir calorifique modeste du charbon, ont néanmoins baissé grâce à la modernisation et extension de la flotte des vraquiers dont les capacités unitaires sont passées de celle d’un Handymax (50 000 tpl) à celle d’un Panamax (70 000 tpl) ou d’un Capesize (100 000 tpl), parallèlement à l’extension et à la mécanisation des installations portuaires de chargement (Richards Bay en Afrique du Sud ou Newcastle en Australie) et de déchargement (Anvers-Rotterdam-Amsterdam dits ARA en Europe) dont les capacités ont été multipliées par 12 entre 1980 et 2015.

## Transformation en liquide ou en gaz
Le gaz de houille est obtenu par le procédé chimique de pyrolyse, qui consiste à décomposer un composé organique par la chaleur, en absence d’oxygène, pour obtenir un solide carboné, une huile ou un gaz. On produit ainsi un gaz brut riche en dihydrogène (H2), méthane(CH4), monoxyde de carbone (CO) et aussi du carbone impur tels le coke et le sulfure d’hydrogène. Ces gaz étaient fabriqués dans des usines à gaz et étaient stockés dans des gazomètres puis servaient dans un premier temps à des fins d’éclairage puis par la suite à des fins de chauffage.
La liquéfaction du charbon (en anglais « Coal-To-Liquids » ou « CTL ») est une conversion du charbon en hydrocarbures liquides proches des carburants issus de la pétrochimie. L’Afrique du Sud, pour des raisons d'indépendance énergétique, a développé plusieurs usines. Sasol y produit aujourd'hui à partir du charbon près de 30 % de la consommation en hydrocarbures liquides du pays, par la voie indirecte et le procédé Fischer-Tropsch.

## Impact environnemental

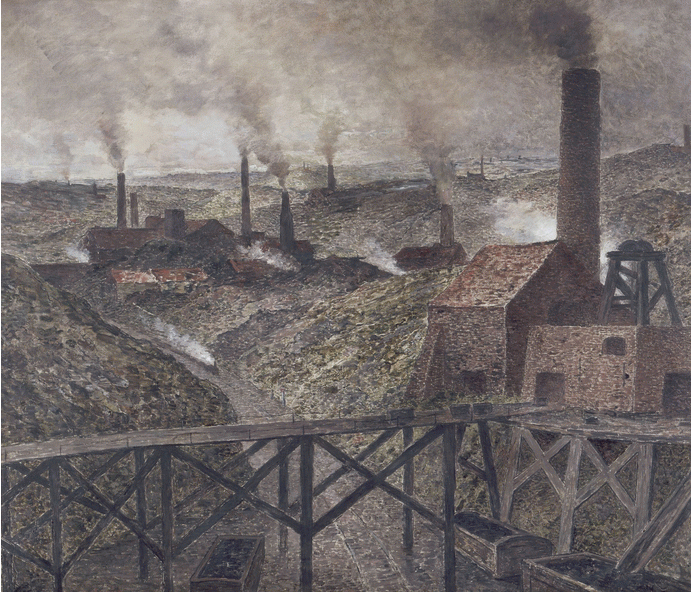
Au pays noir, vers 1893 par Constantin Meunier, Musée d'Orsay.

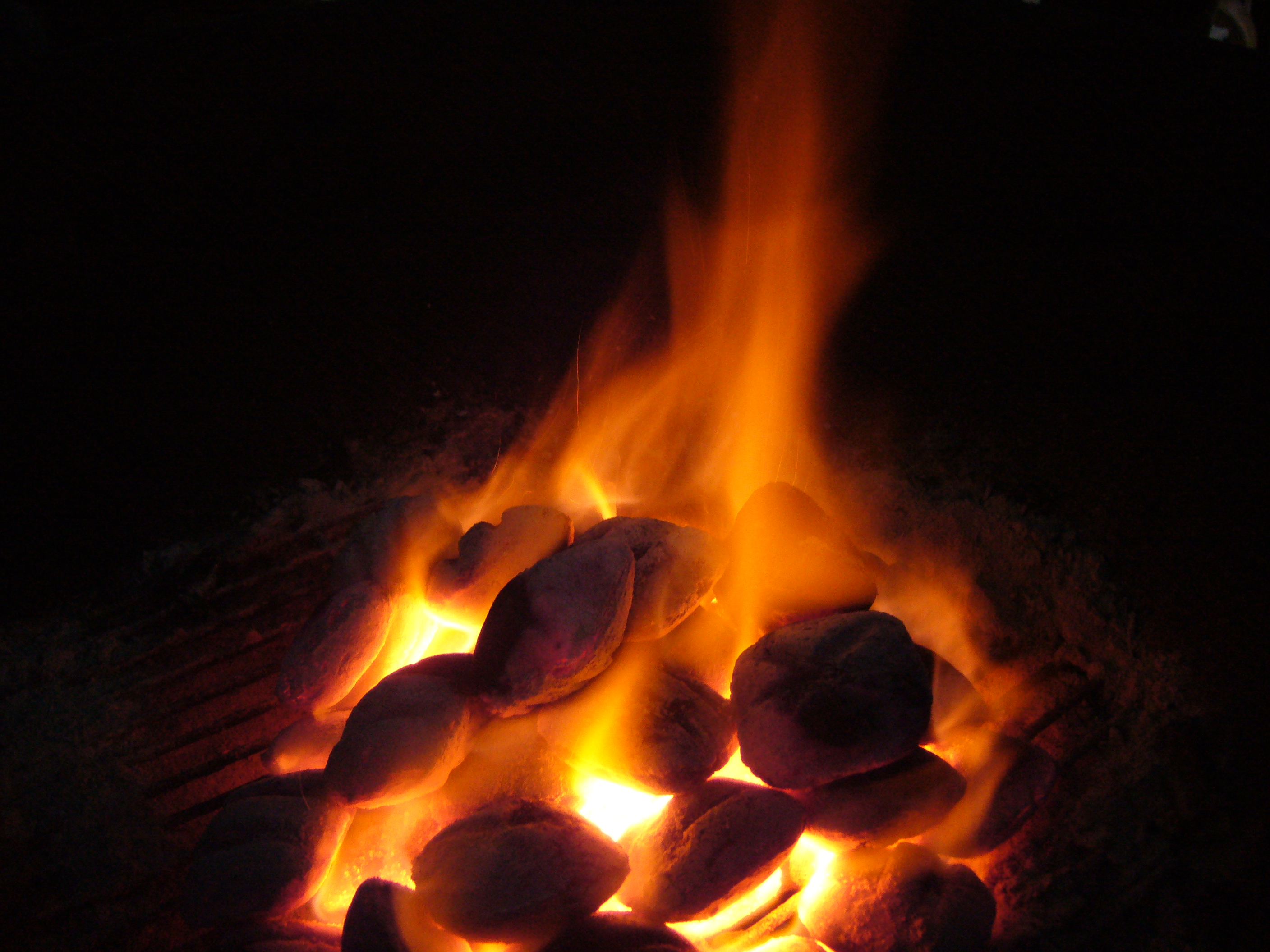
En brûlant, outre du, le charbon libère dans l'air de nombreux polluants (NOx, dioxyde de soufre, métaux lourds, HAPs... et particules fines). Il est néanmoins encore employé pour faire la cuisine dans de nombreux foyers, en Asie surtout.

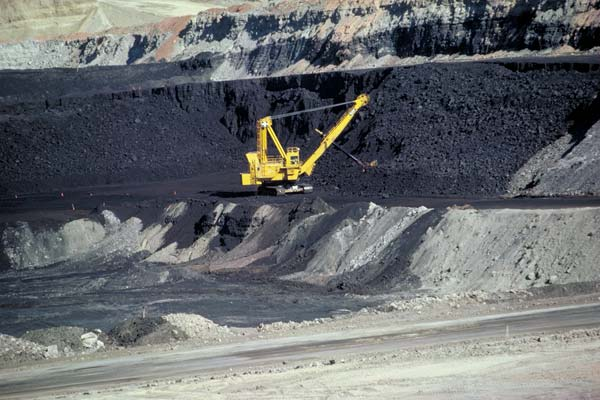
Mine à ciel ouvert dans le Wyoming (États-Unis.)

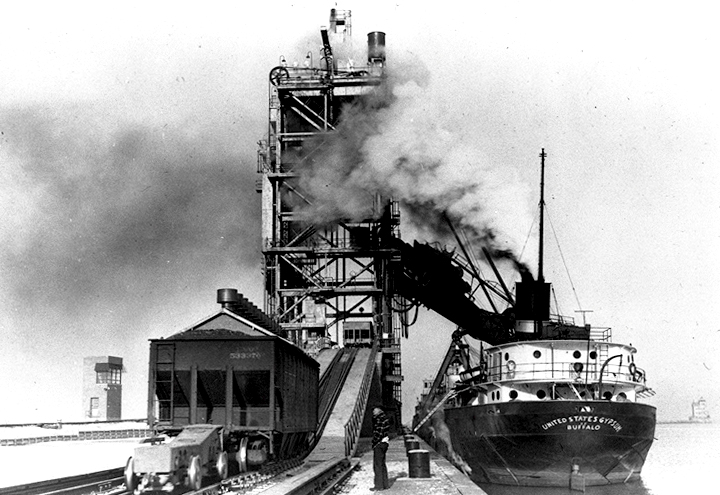
Quai de chargement.

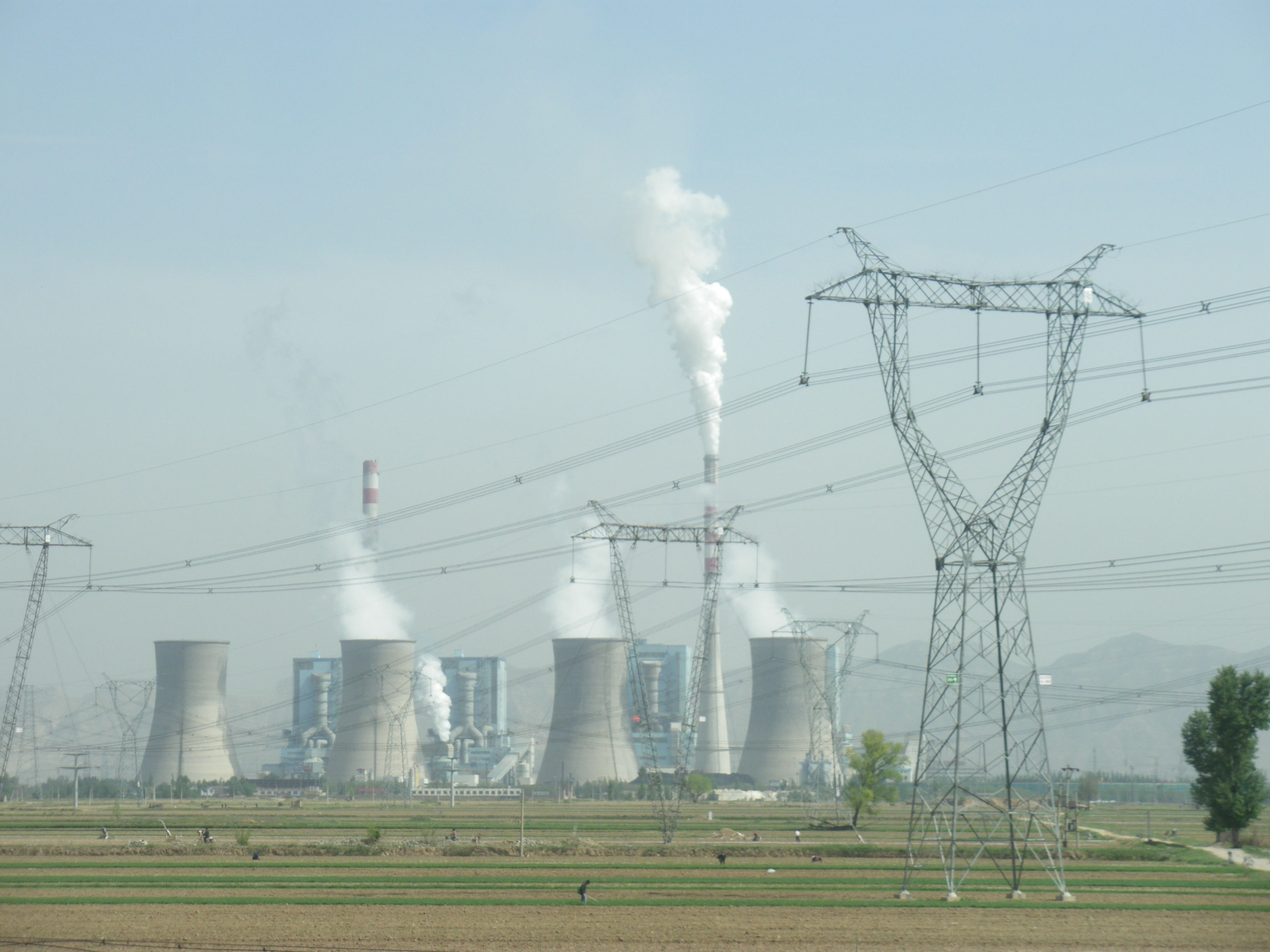
La production d'électricité par les centrales au charbon ici en 2010 à Shuozhou (Shanxi, Chine) est une source importante de particules, de polluants gazeux (dont les gaz à effet de serre).

### Au stade de l'extraction et du transport
De premiers impacts directs et indirects existent à ce stade : Les chantiers produisent des poussières susceptibles de causer la silicose quand elles sont inhalées durant une longue période (cause fréquente de mortalité des mineurs).
Certaines mines affectent directement la faune et la flore en détruisant leur habitat (mines à ciel ouvert, crassiers) ou indirectement par les pollutions directes ou indirectes ou par des modifications environnementales telles que les rabattements de nappe induits par les pompages de dénoiement des mines ou causés par l'utilisation d'une eau de surface pour les besoins miniers (arrosage pour abattement des taux d'empoussièrement, lavage du charbon, etc.).
Selon les caractéristiques du gisement, le charbon est plus ou moins riche en éléments indésirables (soufre, métaux lourds, radionucléides) et il peut laisser se dégazer du grisou.

### Stade de la transformation et, ou combustion
La carbochimie quand elle est associée aux bassins charbonniers a été et reste une source importante de pollution. Elle a au XXe siècle laissé de lourdes séquelles de pollution de nappes, sols et sédiments.
La combustion du charbon est également une activité particulièrement polluante, plus que pour d'autres énergies fossiles en raison de la quantité de produits indésirables que contient le charbon.
Au cours de la pyrolyse, le charbon émet de nombreux gaz et particules volatiles toxiques et polluantes : HAP, dont benzène et ses dérivés aromatiques (notamment le benzo[a]pyrène), goudrons, dérivés du phénol comme les dioxines… Lorsque le charbon se met à brûler, il émet des oxydes de soufre et d'azote qui acidifie l'air, ainsi que des suies et d'autres éléments toxiques comme le cadmium, l'arsenic ou le mercure.
La combustion du charbon libère dans l'air des quantités importantes de soufre, qui contribue au phénomène de pluies acides et avec le CO2 (transformé en acide carbonique dans l'eau participant aux phénomènes d'acidification des eaux de surface et des mers). Or, dans un milieu acide ou acidifié, les métaux lourds, dont ceux mis en circulation par la combustion du charbon sont plus mobiles dans l'environnement, plus « biodisponible » et plus « bioassimilables ».
De nombreux foyers utilisent le charbon pour le chauffage et/ou pour la cuisine, en produisant une fumée nuisible à la santé : L'OMS estime que plus de 1,3 million de personnes meurent chaque année des suites de problèmes respiratoires causés par des combustibles solides (bois, herbacées, tourbe, bouses séchées et charbon).
Un rapport publié en juin 2016 par WWF et trois autres ONG avec le soutien de l'Union européenne évalue à 22 900 décès prématurés les impacts de la pollution atmosphérique causée par les centrales au charbon de l'Union européenne en 2013, un bilan comparable à celui des accidents de la route : 26 000 décès. Ces centrales ont aussi été responsables en 2013 de 11 800 nouveaux cas de bronchite chronique et 21 000 admissions à l’hôpital. Les impacts transfrontaliers sont très importants : les centrales polonaises ont causé 4 700 décès prématurés dans les pays voisins et les centrales allemandes 2 500 décès ; l'impact le plus élevé dû à des centrales étrangères est celui de la France : 1 200 décès causés par les centrales allemandes, britanniques, polonaises, espagnoles et tchèques.

### Contributions au forçage climatique
Le charbon est majoritairement formé de carbone. Sa combustion libère donc énormément de dioxyde de carbone (gaz à effet de serre).
L'Agence internationale de l'énergie évalue les émissions mondiales de gaz à effet de serre dues à la combustion de charbon à 15 274 Mt CO2eq en 2022, contre 5 314 Mt en 1971 et 8 394 Mt en 1990 ; la progression depuis 1990 est de 82 %. En 2022, 43,7 % des émissions de CO2 dues à la combustion proviennent du charbon, contre 32,7 % pour le pétrole et 21,3 % pour le gaz naturel. La part du charbon est en forte hausse : elle était de 39,3 % en 1990.
Si la tendance se poursuit, en 2030 les émissions mondiales seront accrues de 14,0 Gt CO2 (+ 56 %), et les émissions de 7,5 Gt CO2 (+80 %) avec 4,8 Gt CO2 provenant du charbon. En 2050, la situation serait pire encore avec un accroissement de 30,5 Gt CO2 (+ 300 %) et 21,1 Gt CO2 en plus issus du charbon. Si les meilleures technologies actuellement disponibles (en 2000-2005) pour un charbon plus « efficace » et plus propre étaient utilisées partout, l'augmentation des émissions serait diminuée de 22 % relativement au niveau attendu en 2050, et de 11 % par rapport au niveau attendu en 2030. L'espoir de technologies propres fait envisager à certains une atténuation plus importante de l'augmentation des émissions (de 9,7 Gt CO2 ; soit une baisse relative de 32 % par rapport au scenario « business as usual » pour 2050, et de 18 % par rapport au même scenario pour 2030). Équiper toutes les centrales au charbon de ces technologies coûteuses et en grande partie encore hypothétiques d'ici 2030 ou 2050 semble cependant peu réaliste, et « en tous cas, même un déploiement total des meilleures technologies de charbon propre disponibles ne fait que limiter l’augmentation d’émissions de CO2 ».
La combustion du charbon libère aussi d'autres gaz à effet de serre (NOx en particulier).

### Vers un charbon «vert» ou «propre»?
L'industrie cherche (notamment dans le contexte du marché du carbone) à « verdir » le charbon en projetant pour le futur proche une filière dite « clean coal » associant une combustion mieux contrôlée à un meilleur lavage des fumées et vapeurs, et à la capture et séquestration du dioxyde de carbone qui fait l'objet de tests et recherches au niveau de la post-combustion, de la précombustion ou avec une oxycombustion. Le charbon ne pourrait devenir réellement propre que par la séquestration géologique du dioxyde de carbone (CCS), or si un meilleur contrôle de la combustion et du refroidissement des gaz permet de réduire les dioxines, SOx et NOx, la récupération du plomb et du mercure des vapeurs de combustion n'est pas encore au point.
La question se pose aussi du devenir et de la gestion des énormes crassiers de cendres et mâchefers ou du plomb, mercure et autres toxiques récupérés.
Enfin, le captage du CO2 n'est pas encore au point à échelle industrielle, et il consomme des quantités significatives d'énergie ou de ressources. Et le stockage géologique n'est pas sans risques si le CO2 reste sous forme de gaz.
Évoluer vers le charbon propre a un coût exorbitant pour les pays pauvres ; selon l'AIE, il faudrait 1 500 milliards de dollars d'investissements cumulés (auquel il faudrait ajouter les coûts d'entretien) rien que pour mettre aux normes des meilleures pratiques des années 2000 les centrales électriques au charbon de 2001 à 2030. Les coûts seraient encore bien plus élevés si une très faible émission de CO2 est visée. Des pays comme l'Allemagne peuvent investir dans un charbon « propre » (mais ne l'ont pas fait) en espérant pouvoir valoriser ces investissements sous forme de techniques, savoir et savoir-faire, brevets et équipements de captation des polluants et du carbone, mais pour les pays pauvres, l'investissement paraît impossible, d'autant que l'exploitation et le transport de nouvelles ressources charbonnières devrait elle-même nécessiter pour la même période (2001-2030) un besoin supplémentaire en investissements cumulés d'environ 398 milliards US$. En outre ces techniques devraient augmenter le prix du charbon, ce qui pourrait le rendre moins compétitif face aux alternatives renouvelables (solaire, éolien, énergies marines, méthanisation, méthanation, etc.).

#### Recherche & Développement
Comme le charbon est abondant, et qu'il pose des problèmes qui concernent aussi l'industrie pétrolière et gazière (dont pour la difficile dépollution du mercure) ainsi que des industries lourdes très émettrices de CO2 comme la métallurgie et les cimentiers, de nombreux programmes de R&D pour la capture et séquestration du dioxyde de carbone ont été lancés dans le monde, dont aux États-Unis (projet « FutureGen »), en Australie (COAL21) et en Europe (projets « Castor », « Hypogen » et « ENCAP »). Ces recherches impliquent en France des entités nationales telles que le BRGM, Gaz de France, Total, Air liquide, EDF, Arcelor, CNRS, GEOSTOCK, INERIS, Groupe Lafarge, SARP Industries, Schlumberger, l'Institut français du pétrole, Charbonnages de France, le Club CO2 et le Réseau des technologies pétrolières et gazières (RTPG), etc. avec le soutien de l'ADEME, qui peuvent coopérer avec d'autres groupes européens (Siemens par exemple) ou extra-européens. Mais à ce jour, les prototypes les plus avancés ne peuvent traiter qu'une infime partie des émissions totales.
Dans tous les cas, à moyen ou long terme, développer l'efficience énergétique et diminuer l'appel aux énergies fossiles et donc au charbon, au profit d'énergies renouvelables, propres, sûres et décentralisées devrait être une priorité estiment la plupart des experts.
La séquestration géologique du dioxyde de carbone est controversée car elle serait, selon ses détracteurs, limitée et risquée et car elle pourrait décourager les efforts nécessaires pour diminuer les émissions de CO2.

### Impact sanitaire
L'extraction du charbon dans les mines est un travail dangereux (dont une espérance de vie réduite pour les mineurs) surtout quand le charbon est exploité dans des galeries souterraines : coup de grisou, intoxications, silicose, effondrements. L'inhalation de poussière de charbon est l'un des facteurs de maladies articulaires et de maladies respiratoires,, dont silicose et de risque accru de cancer du poumon et du larynx.
Les mineurs sont aussi exposés au radon, (gaz radioactif qu'ils inhalent, et qui devient alors source de cancer des poumons,,) et ses produits de dégradation ; certains charbons contiennent des quantités significatives d'uranium qui en se dégradant libère du radon : dans la mine de charbon de Figueira (sud du Brésil), on a trouvé une radioactivité ambiante 30 fois supérieure à la moyenne des mines de charbon, qui pourrait expliquer une mortalité anormalement élevée chez les mineurs qui y travaillent.
L'industrie du charbon est aussi la première source mondiale de thallium, un polluant émergent préoccupant, plus toxique que le plomb, le mercure ou le cadmium. En 1996, environ 5 000 t de thallium sont émis annuellement dans l'environnement mondial, dont environ 1 000 t venant de la seule combustion du charbon,.
En France, deux maladies professionnelles liées à l'extraction du charbon sont reconnues par la Sécurité sociale :
- broncho-pneumopathie chronique obstructive du mineur de charbon (tableau no 91 du régime général) depuis 1992 ;
- lésions chroniques du segment antérieur de l'œil provoquées par l'exposition à des particules en circulation dans les puits de mine de charbon (tableau no 93 du régime général) depuis 1995.

## Sortie du charbon
Dans le cadre des négociations internationales sur le climat, tous les pays se sont engagés à maintenir la hausse des températures en deçà de 2 °C par rapport à l'ère préindustrielle. Or Christophe McGlade et Paul Ekins, chercheurs à l'UCL (University College London), soulignent dans la revue Nature que pour aboutir à ce résultat, il faudrait que globalement, les pays s'abstiennent d'extraire un tiers des réserves de pétrole, la moitié des réserves de gaz et plus de 80 % du charbon disponibles dans le sous-sol mondial, d'ici à 2050. Les chercheurs montrent ainsi, pays par pays, que cela concerne l'essentiel des immenses réserves de charbon qui se trouvent en Chine, en Russie, en Inde et aux États-Unis.
Sous la pression de l'Initiative Climate Action 100+, composée de plus de trois cents investisseurs menés par l'Église d'Angleterre, le groupe Glencore, premier exportateur mondial de charbon, s'engage en février 2019 à plafonner sa production de charbon à son niveau actuel (150 millions de tonnes par an) et à cesser de faire des acquisitions d'ampleur dans ce secteur
En 2020, les banques françaises ont toutes publié des stratégies de sortie du charbon en ligne avec les objectifs de l'Union européenne, soit à la fin de la décennie actuelle.
En août 2020, la société anglo-australienne BHP, le plus grand groupe minier au monde, annonce son intention de sortir du charbon thermique, d'ici à deux ans. Au printemps 2020, BHP avait été placée « sous observation » par le fonds souverain norvégien, dont la participation dans BHP s'élève à 4,8 %, ne souhaitant plus investir dans un groupe produisant plus de 20 millions de tonnes de charbon thermique par an ; il avait déjà exclu Glencore et Anglo-American de ses investissements en mai 2020. BHP continuera cependant d'extraire du charbon de coke, utilisé dans les hauts-fourneaux pour la production d'acier. Cette décision a aussi un fondement économique : les prix du charbon thermique sont tombés à des niveaux inférieurs à ceux de 2015-2016 ; les deux tiers des exportations de charbon thermiques dans le monde se font à perte, selon BHP.
Les principaux clients du charbon australien, la Chine, le Japon, la Grande-Bretagne et la Corée du Sud adoptent en 2019 et 2020 des objectifs de neutralité carbone en 2050 ou en 2060 pour la Chine. D'après le Investor Group on Climate Change, l'Australie conduit 60 % de son commerce avec des pays ayant adopté un objectif de neutralité carbone, et en cas de victoire de Joe Biden à l’élection présidentielle américaine de 2020, ce serait 70 %. ANZ Bank, dernière des 4 grandes banques australiennes à le faire, annonce en octobre 2020 qu'elle ne financera plus de nouvelle centrale de charbon ou de nouvelle mine et qu'elle arrêtera le financement de projets actuels en 2030.
L'ONG américaine Global Energy Monitor publie le 3 juin 2021 une étude qui recense les nouveaux projets miniers des grands producteurs de charbon : plus de 400 projets représentant 2,2 milliards de tonnes par an, qui augmenteraient la production mondiale de charbon de 30 % s'ils étaient tous réalisés ; 77 % de ces nouvelles capacités minières se situent en Chine, en Australie, en Inde et en Russie. Quelques jours plus tôt, l'Agence internationale de l'énergie (AIE) a déclaré que le financement des énergies fossiles devait cesser pour garantir une planète sans danger pour le climat.
En octobre 2021, une étude d'Ember révèle que depuis l'Accord de Paris sur le climat de 2015, le nombre de projets de centrales au charbon s'est effondré de 76 %. Depuis 2015, 44 États, dont 27 appartenant à l'OCDE, se sont officiellement engagés à ne plus lancer de nouvelles centrales. De plus, 40 autres pays, dont 8 appartenant à l'Union Européenne, n'ont plus le moindre avant-projet de charbon, dont 4 (Japon, Corée du Sud, Émirats arabes unis et Kazakhstan), achèvent la construction de leur dernière centrale. Il reste encore 37 pays toujours prêts à envisager le lancement de nouveaux chantiers, contre 65 en 2015. La Chine représente plus de la moitié (55 %) des projets de centrales en cours de construction ou à venir, soit 153 GW. L'Inde arrive très loin derrière, avec 21 GW en projet. Mais depuis 2015, la Chine a annulé des projets pour 484 GW et l'Inde pour 326 GW. Le Vietnam, l'Indonésie, la Turquie et le Bangladesh ont encore plusieurs projets de centrales ; l'Australie, le Cambodge, le Maroc, la Pologne et 12 autres États n'en ont plus qu'un ; 24 projets dépendent des financements de la Chine, mais la Chine a très récemment annoncé vouloir cesser de financer la construction de nouvelles centrales charbon à l'international.
Le 6 décembre 2022, le groupe minier Glencore annonce la fermeture de 12 mines de charbon d'ici à 2035 pour tenir ses engagements de baisse de ses émissions de gaz à effet de serre de moitié à cette échéance. Il renonce également à ouvrir une nouvelle mine de charbon en Australie, dans la région du Queensland, qui aurait produit 20 Mt en 37 ans. Glencore va désormais « donner la priorité aux métaux du futur » pour ses dépenses d'investissement.
Les scénarios d'émissions évalués dans le sixième rapport d'évaluation du GIEC, publié en 2023, qui permettent de respecter l'objectif de l'accord de Paris d'un réchauffement limité à 1,5 °C en 2100 projettent à l'horizon 2050 une réduction d'utilisation du charbon médiane de 95 % (écart interquartile : 80 % à 100 %) par rapport à 2019. Elle est de 85 % (65 % à 95 %) pour l'objectif de 2 °C. Ces scénarios projettent que l'utilisation résiduelle du charbon est partie couverte par des technologies de captage et stockage du carbone (CCS), qui évitent durablement l'émission de GES dans l'atmosphère,,.
La consommation mondiale de charbon a atteint record inédit de 8,3 milliards de tonnes en 2022. La part du charbon dans le mix électrique mondial décroît : fin 2022, elle atteint 35,6 % contre 38 % en 2020 mais, globalement, la consommation d'électricité au niveau mondial s'accroît. La production d'électricité à partir de charbon a progressé de 1,1 % alors que la production totale a augmenté de 1,5 %. Le charbon est devenu, du fait de la crise énergétique, moins cher que le gaz. En 2022, il a aussi profité de la sécheresse qui a bridé les barrages et de la fermeture de plusieurs réacteurs nucléaires. Selon Wood Mackenzie, Le pic mondial de consommation de charbon pourrait être atteint dès 2024, car la consommation chinoise devrait graduellement ralentir compte tenu du recul structurel attendu de sa population active, de la baisse de l'intensité énergétique de sa croissance et de la croissance phénoménale des renouvelables. Mais la trajectoire actuelle pourrait nous conduire à une baisse de la consommation de charbon mondiale de 53 % d'ici à 2050, alors qu'il faudrait que celle-ci atteigne plus de 90 % pour espérer respecter l'accord de Paris.
Le 30 avril 2024, les pays du G7 s'engagent à mettre fin aux centrales électriques à charbon sans dispositif de captage de carbone d'ici à 2035. Mais en 2023, la consommation de charbon a encore augmenté, en particulier en Asie (+4,9 % en Chine, +8 % en Inde, +11 % en Indonésie).